# صدام حسين
صدام حسين المجيد (28 نيسان/أبريل 1937 – 30 ديسمبر 2006) سياسي وثوري عراقي شغل منصب الرئيس الخامس لجمهورية العراق والأمين القُطري لحزب البعث العربي الاشتراكي والقائد الأعلى للقوات المسلحة العراقية في الفترة ما بين عام 1979 وحتى عام 2003، ونائب رئيس جمهورية العراق وعضو القيادة القُطرية ورئيس مكتب الأمن القومي العراقي بحزب البعث العربي الاشتراكي بين 1975 و1979. ومن الناحية الأيديولوجية، اعتنق البعثية، وهي مزيج من القومية العربية والاشتراكية العربية، في حين أن نظرياته وأفكاره السياسية التي دافع عنها تُعرف مجتمعة باسم الصدامية.
برز إبان الانقلاب الذي قام به حزب البعث العراقي - ثورة 17 تموز 1968 - والذي دعا لتبني الأفكار القومية العربية والتحضر الاقتصادي والاشتراكية والعلمانية، كما لعب صدام حسين دورًا رئيسيًا في انقلاب حزب البعث عام 1968 والذي وضعه في هرم دولة البعث كنائب للرئيس البعثي اللواء أحمد حسن البكر وأمسك صدام بزمام الأمور في القطاعات الحكومية والقوات المسلحة المتصارعتين في الوقت الذي اعتبرت فيه العديد من المنظمات قادرة على الإطاحة بالحكومة. وقد نمى الاقتصاد العراقي بشكل سريع في السبعينيات نتيجة سياسة تطوير ممنهجة للعراق بالإضافة للموارد الناتجة عن الطفرة الكبيرة في أسعار النفط في ذلك الوقت. وصل صدام إلى رأس السلطة في دولة بعث العراق، حيث أصبح رئيسًا لجمهورية العراق وأمينا قطريا لحزب البعث العربي الاشتراكي عام 1979 بعد أن قام بحملة لتصفية معارضيه وخصومه في داخل حزب البعث بدعوى خيانتهم للحزب. وفي عام 1980 دخل صدام حربًا مع إيران استمرت 8 سنوات من 22 سبتمبر عام 1980 حتى انتهت الحرب بتفاهم سياسي عراقي-إيراني في 8 آب/أغسطس عام 1988. وقام بعد انتهائها بإهداء إيران 120 طائرة حربية روسية الصنع. وقبل أن تمر الذكرى الثانية لانتهاء الحرب مع إيران غزا صدام الكويت وأصبح مصدر تهديد لأمن الخليج العربي في 2 آب/أغسطس عام 1990. والتي أدت إلى نشوب حرب الخليج الثانية عام 1991.
ظل العراق بعدها محاصرًا دوليًا حتى عام 2003 حيث احتلت القوات المسلحة الأمريكية كامل أراضي الجمهورية العراقية بحجة امتلاك العراق لأسلحة الدمار الشامل ووجود عناصر لتنظيم القاعدة تعمل من داخل العراق. قبض عليه في 13 كانون الأول/ديسمبر عام 2003 في عملية سميت بالفجر الأحمر. جرت بعدها محاكمته بسبب الجرائم التي اتهم بها ونُفِّذ حكم الإعدام به في 30 كانون الأول/ديسمبر عام 2006.

## نسبه ونشأته
ولد صدام حسين مجيدَ عبدَ الغفور سليمان عبدَ القادر بن عمر الثاني الرفاعي أمير تكريت، الذي يعود نسبه إلى علي بن أبي طالب، في 28 نيسان/أبريل 1937، في منطقة السكماني في محلة الحارة بتكريت، قال جابر التكريتي وبهجت التكريتي في مقالهما (المواضع الجغرافية والتاريخية في تكريت) "وتُشكل منطقة السكماني القسم الجنوبي من محلة الحارّة، وفيها وُلد السيد الرئيس القائد صدام حسين"، وقيل إنه وُلدَ في قرية العوجة التي تبعد 23 كم عن مدينة تكريت الواقعة شمال غرب بغداد والتابعة لمحافظة صلاح الدين، والذي ينتمي إلى عشيرة البيجات الرفاعية لعائلة تمتهن الزراعة. توفي والده قبل ولادته بستة أشهر وتعددت الأقاويل التي فسرت سبب وفاته ما بين وفاة لأسباب طبيعية أو مقتله على أيدي قطاع الطرق. بعدها بفترة قصيرة توفي الأخ الأكبر لصدام وهو في الثالثة عشرة بعد إصابته بالسرطان.
كانت العوجة التي تبعد 8 كيلومترات جنوب تكريت في شمال وسط العراق عبارة عن بيوت وأكواخ مبنية من الطين يسكنها أناس يعيشون في فقر، المياه الصحية والكهرباء والطرق الممهدة لم تكن معروفة، ونسبة الوفيات بين الأطفال مرتفعة، وكان سكانها يعملون في الفلاحة. ولما لم تكن هناك مدارس في العوجة فإن الآباء القادرين يرسلون أبناءهم للدراسة في تكريت.
ولد صدام في بيت يملكه خاله خير الله طلفاح وينتمي إلى عشيرة البيجات السنية إحدى فخوذ قبيلة ألبو ناصر الحسينية النسب" التي كانت مهيمنة في منطقة تكريت. وفي الثلاثينيات كانت القبيلة معروفة بفقرها وبميلها إلى العنف وكان زعماؤها يفاخرون بتصفية أعدائهم لأتفه الأسباب. كانت صبحة والدة صدام تتلقى بعض الدعم المادي من شقيقها خير الله طلفاح الذي كان يسكن في تكريت وتكفل بتنشئة صدام.

### والده
كان حسين المجيد والد صدام رجلًا فقيرًا عاش يتيم الأبوين وكان يعمل حارسًا وفلاحًا. تزوج من صبحة وهي إحدى قريباته وأنجبا طفلًا مات بعد أربعة شهور من ولادته بسبب المرض ثم حملت بعد ذلك، مات حسين المجيد قبل ولادة صدام بثلاثة شهور. وأقام له صدام لاحقًا ضريحًا فخمًا في تكريت.

### إبراهيم الحسن
مات جد صدام وهو في الثانية من عمره فانتقلت به أمه ليعيشا في كنف خاله في بغداد ثم حدث التحول الأهم بعد ذلك في حياة صدام والذي كان له أكبر الأثر في تكوين شخصيته في ما بعد؛ وذلك أن أمه تزوجت من شخص يدعى إبراهيم الحسن والد إخوة صدام، من أُمّهِ، برزان ووطبان وسبعاوي. وكان لإبراهيم الحسن ابنه الكبير، اسمه «دهام»، من زوجة إبراهيم الأولى قبل صبحة طلفاح، ولم يكن دهام أخًا لصدام.
فالذين عرفوا إبراهيم الحسن يصفونه كما ذكر صلاح عمر العلي أحد قادة حزب البعث السابقين: كان إبراهيم الحسن يصر على أن يتعلم صدام كل فنون الزراعة والرعي وهو في سن صغيرة جدًا، وحين كانت تحاول أم صدام أن تحميه من بطش زوجها كان ينهرها ويعنفها، فقد كان يرى أن الأسلوب الأفضل في تربيته هو الشدة والقسوة حتى يصبح رجلًا.
ولم يتوقف الأمر على ذلك بل إن إبراهيم الحسن قد منع صدام من دخول المدرسة رغم أن صدام كان تواقًا لذلك ليكون مثل باقي الأطفال من ناحية وليهرب من قسوة زوج أمه. ثم عاش بعد ذلك فترة من الثالثة حتى التاسعة انتهكت فيها طفولته بكل ألوان القسوة والغلظة والرفض والحرمان. ورعى صدام الغنم في صغره وتعلم السباحة والرماية وركوب الخيل أيضًا.

### والدته
والدته صبحة طلفاح المسلط أنجبت ثلاثة أخوة غير أشقاء لصدام، وعاشت في تكريت حتى وفاتها في تموز عام 1983.
تزوجت أمه بعد وفاة والده من رجل قريب لها يدعى إبراهيم الحسن الذي كان فقيرًا ويعمل بوابًا لمدرسة في تكريت. احتفظ صدام بعلاقات جيدة مع إخوته من أمه وإن كانت العلاقات صعبة أثناء الطفولة. عند وصوله إلى الحكم أسند صدام لكل من برزان وسبعاوي ووطبان مناصب رسمية مهمة بعد أن أصبح رئيسًا للعراق.
عاش مع أمه وإخوته من أمه في غرفة واحدة في قرية العوجة غير مزودة بالاحتياجات الأولية كالمياه الجارية والكهرباء وقد حكى صدام لأمير إسكندر كاتب سيرته الذاتية قائلًا: لم أشعر أنني طفل أبدًا كنت أميل إلى الانقباض وغالبًا ما أتجنب مرافقة الآخرين. ولكنه وصف تلك الظروف بأنها منحته الصبر والتحمل والاعتماد على الذات. ومن ضمن ما حكاه صدام حياة صعبة اندفع عليها بسبب الفقر فكان يبيع البطيخ في القطار المار بتكريت في طريقه من الموصل إلى بغداد كي يطعم أسرته.

### خير الله طلفاح
في سن الحادية عشرة انتقل إلى العاصمة بغداد حيث انتقل للعيش مع خاله خير الله طلفاح عام 1947م في قرية شاويش بالقرب من تكريت كان خير الله طلفاح يعمل ضابطًا في الجيش وعرف بأنه من القوميين العرب المتحمسين وكان تربطه بصدام علاقة قوية وقد كافأ صدام خاله بتعيينه محافظًا لبغداد حين أصبح نائبًا لرئيس الجمهورية. وأدى حماس خير الله للنازيين إلى طرده من الجيش عام 1941 م وسجنه خمس سنوات عمل بعدها مدرسًا وكنتيجة لعيش صدام مع خاله في بغداد فقد تعلم الكثير من رفاق خاله من العسكريين ثم اندمج صدام فيما بعد في النشاط السياسي حيث التحق بحزب البعث المعارض آنذاك وتلقى الصبي عن خاله كراهية عميقة للملكية التي كانت تحكم العراق في ذلك الحين. ومن يدعمهم من الأجانب وبتوجيه وإشراف من خاله التحق صدام بالثانوية الوطنية في بغداد.
فإذا كانت تجربة صدام مع زوج أمه قد ساعدته في تشكيل شخصيته فإن الفترة التي أمضاها مع خاله في تكريت وبغداد أسهمت بتطوير وجهات نظره السياسية، وبينما كان خير الله لاعبًا في النضال الأوسع من قبل الشعب العراقي للحصول على حق تقرير المصير فإن مشاركته الفعالة في تيارات القومية في ذلك الوقت تركت بصمة لا تمحى لدى صدام الصغير خصوصًا أن أنشطة خاله قد حرمته من صحبته خلال خمس سنوات من طفولته. وأثناء غياب خاله القسري كان صدام قد تخرج بجدارة كفتى قوي وصلب من الشوارع وبسبب زوج والدته كان أميًا وبالنسبة لمعظم الفتية الذين هم في مكانة صدام الاجتماعية فإن التعليم لم يكن يشكل أولوية بالنسبة لهم ولو لم تكن هناك رغبة لدى صدام في محاكاة خاله وتقليده لكان قد بقي مثلهم يعتاش على السرقة والبلطجة.

### عشيرة البيكات
ينتسب صدام إلى عشيرة البيكات التي اُشتهر منها مسؤولون في الحكومة العراقية في عهد أحمد حسن البكر ثم صدام.
| فخذ البو خطاب                  | فخذ البو عبد الغفور                                 | فخذ البو مسلط                      | فخذ البو بكر   | فخذ البو عبد المنعم              | فخذ البو نجم           | فخذ البو موسى الفرج |
| ------------------------------ | --------------------------------------------------- | ---------------------------------- | -------------- | -------------------------------- | ---------------------- | ------------------- |
| وطبان وبرزان وسبعاوي وعبد حمود | صدام حسين وحسين كامل وصدام كامل وروكان وبرزان وجمال | خير الله وساجدة وعدنان ورافع وهاني | أحمد حسن البكر | لمى بنت ماهر عبد الرشيد زوجة قصي | أرشد ياسين وكامل ياسين | فاضل البراك         |

### المدرسة
تقترن عودة صدام الشاب للعيش مع خاله في تكريت بحكايات مفادها أن خير الله الذي كان بمثابة والد صدام بالتبني قد عرض مساعدة صدام للحصول على تعليم مناسب رغم أن عائلة صدام كانت تريد منه أن يصبح مزارعًا على أساس أنه لا فائدة من التعليم، لكن صدام أصبح مهتمًا بفكرة التحصيل العلمي والذهاب إلى المدرسة بعد أن التقى بابن خاله عدنان خير الله الذي أبلغه كيف أنه يتعلم القراءة والكتابة والحساب وقد أصبح عدنان أعز أصدقاء الطفولة لصدام.

صدام حسين الفتى.

تأثر صدام بما سمعه من ابن خاله حتى أنه قرر السفر معه إلى تكريت للالتحاق بالمدرسة وقد كانت هي أول خطوة تمرد يتخذها صدام حيث كانت أسرته لا تزال مقتنعة بأن التعليم ما هو إلا مضيعة للوقت بالنسبة له. أكمل صدام دراسته الابتدائية عام 1955 م في تكريت وانتقل مع عدنان خير الله إلى بغداد حيث التحق الصبِيّانِ بمدرسة الكرخ الثانوية وكان لانتقاله من تكريت إلى بغداد تأثيرٌ مهمٌ مثلما كان من العوجة إلى تكريت.
وبعد أن أكمل الابتدائية انتقل إلى بغداد مع خاله خير الله طلفاح فالتحق بالمرحلة المتوسطة والثانوية ولم تكن تجربة صدام التعليمية ممتعة فقد كان صدام يزامل أطفالًا في الخامسة من أعمارهم مما كان يسبب له حرجًا وكلمات تنم عن السخرية فكان يدخل في مشاجرات مع البعض منهم وقد تركت تهكمات أولئك الطلبة جروحًا عميقة في نفسه ويقال أنه عندما شب عن الطوق عاد إلى تكريت للانتقام ممن كانوا يسخرون منه.
كان صدام يتلقى التشجيع بصفة خاصة من خاله وابن خاله عدنان الذي كان يكبره بثلاث سنوات للاستمرار في التحصيل العلمي كانت الصورة التي التقطت له في تلك الفترة تظهر صبيا عبوسًا حاد النظرات مظهره يدل على أنه قادر على العناية بنفسه وكان على صدام أن يتغلب على الكثير من العقبات للالتحاق بالمدرسة، كان صدام من المتفوقين في دراسته المتوسطة والثانوية، وقيل لم يكن من الطلبة المتفوقين رغم أنه يتمتع بذاكرة ممتازة وقدرة تصويرية على تذكر التفاصيل ويقول سعيد أبو الريش أن صدام كان طفلًا نجيبًا وذكيًا وأظهر قدرة على التعلم بسرعة. وقد كافأ صدام خير الله مقابل تعليمه له بأن عينه رئيس بلدية بغداد وهو منصب استغله أسوأ استغلال حيث شاع الفساد حتى إن صدام اضطر لعزله وإغلاق سبعة عشر شركة له واعتقال مدرائها.

### الشبيبة العسكرية

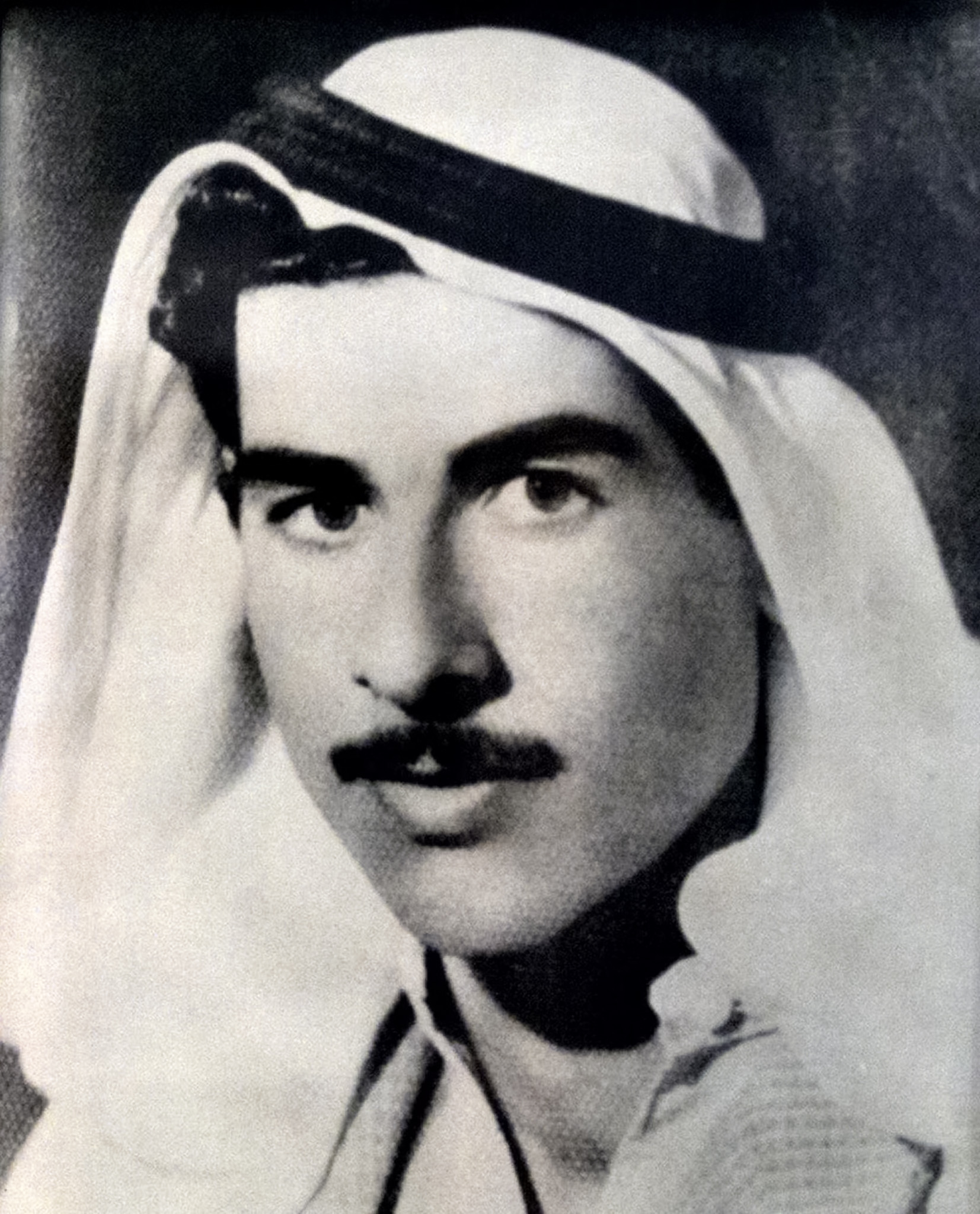
صدام الشاب راعيًا للغنم في تكريت.

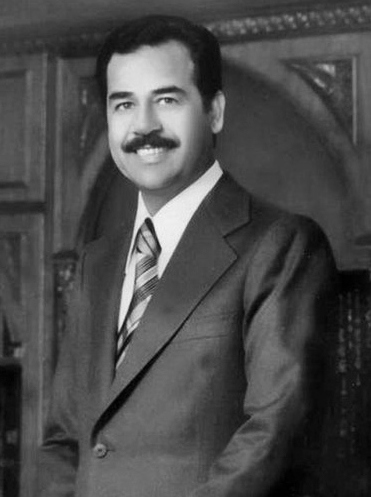
صورة لصدام حسين عام 1980.

كان الحس الثوري القومي هو الطابع لتلك الفترة من الخمسينيات والذي انتشر مده عبر الوطن العربي والعراق. بالإضافة إلى ذلك، كانت القومية العربية التي دعا إليها جمال عبد الناصر في مصر دافعًا وحافزًا للبعثيين الشباب مثل صدام. ألهم عبد الناصر الوطنيين في أرجاء الوطن العربي لمحاربة الاستعمار وتوحيد العرب، وقد كان هذا سببًا في العديد من الثورات بعد مصر في كل من العراق وليبيا وسورية واليمن. كان البكر أحد القياديين في حزب البعث الذي أسس حديثًا – حركة قومية عربية شكلت في سوريا في أواخر الأربعينيات – وكان البعثيون أعداءً للشيوعيين الذين كان ينظر إليهم بأنهم يريدون أن يحلوا محل الاستعمار القديم والفرق الوحيد أن الأول منبعه لندن والثاني جذوره في موسكو.
في بغداد وفي أواخر الخمسينيات فإن صدام كان عضوًا في الفتوة وهي منظمة شبيبة شبه عسكرية على غرار شبيبة هتلر والتي شكلت أثناء حكم الملك غازي في الثلاثينيات كانت أهداف الفتوة تدعو إلى أن يعمل العراق على توحيد العرب بالكيفية نفسها التي وحد بها سكان بروسيا الألمان وبتشجيع من خير الله فإن صدام كان يشاهد في مقدمة أي مظاهرة أو أعمال عنف ضد الحكومة وفي مثل هذه الأجواء من العنف والفوضى فإن قضية كانت مسألة وقت فقط قبل أن يعمد صدام إلى قتل أحد الأشخاص.
ورغم أن صدام يقيم رسميًا في بغداد فقد كان يسافر باستمرار إلى تكريت وكان ينضم لأعمال العنف والتظاهر. عاد صدام إلى بغداد واستأنف ممارسة نشاطه السياسي وكسب قوته بالعمل كمحصل في أحد الباصات. ونتيجة لأنشطته في تكريت فإن صدام اكتسب شهره ليست كتلك التي كان يأمل بها كضابط يتدرب في أكاديمية بغداد العسكرية ولكن كمحرض سياسي لا ينفر من ارتكاب جريمة قتل لتحقيق هدفه. ربما يكون حزب البعث صغيرًا ثلاثمائة عضو فقط عام 1958 م لكن كانت لديه طموحات وقادته لم يكونوا يتلكئون في الاعتراف بمواهب أعضائه من الشبان وإن كان لحزب البعث أن يحقق هدفه في الاستيلاء على السلطة فقد كان عليه أولًا الخلاص من الحكومة وهكذا فإن المهمة الرسمية التالية التي أوكلت إلى صدام تتمثل في اغتيال الرئيس العراقي الجديد.

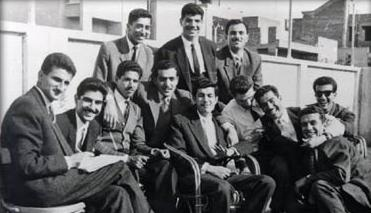
صدام (الثالث من اليمين) مع زملائه في كلية الحقوق في القاهرة.

### أكاديمية بغداد العسكرية
كان الانخراط في القوات المسلحة ربما هو الطريق المتاح لمثل من هم في مكانة صدام حسين لتحسين مواقعهم الاجتماعية، كان طموح أي شاب عراقي ميال للخدمة العسكرية الالتحاق بأكاديمية بغداد العسكرية التي أسسها البريطانيون لتخريج ضباط جيدي التدريب وموالين. وقد تطلع صدام الذي كان يمتلك بنية قوية تؤهله لخوض الحرب لانضمام للأكاديمية لكنه كان خريج ثانوية. مما أدى إلى عدم نجاحه في اختبار القبول الخاص بأكاديمية بغداد العسكرية ونظرًا أيضًا لنقص وزنه ثلاثة كيلو غرامات. لكنه منح رتبة مهيب ركن أعلى رتبة في الجيش العراقي بعد أن أصبح رئيسًا، رغم انه لم يتلق دراسة عسكرية ولم يتدرج في صفوف الجيش.

### تحصيله العلمي
أكمل الإعدادية في ثانوية الكرخ، والقانون في كلية الحقوق (جامعة القاهرة) 1963.،
عندما درس القانون في كلية الحقوق (جامعة القاهرة) 1961 - 1963 وبعد إنهائه المرحلة الثالثة رجع لبغداد بسبب تغيير نظام الحكم، منحته (جامعة القاهرة) شهادة بكالوريوس في الحقوق للعام الدراسي 1972 ــ 1973 حيث أتم أمتحانات المرحلة الرابعة حضوريا في مبنى كلية الحقوق في جامعة بغداد وحصل ذلك بالاتفاق مع جامعة القاهرة نفسها.

### الحالة الأسرية

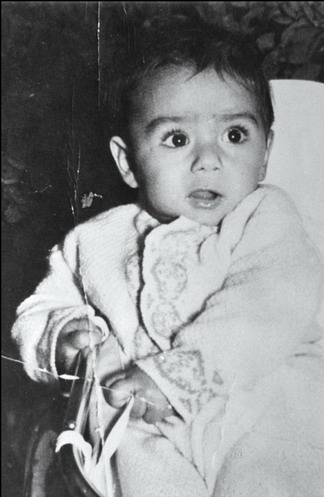
عدي في صغرة

احتفل صدام عام 1962 وهو لا يزال في القاهرة بزواجه من ساجدة ابنة خاله خير الله طلفاح التي كانت لا تزال في العراق في ذلك الوقت حيث أقام حفلًا كبيرًا بحضور رفاقه المنفيين وقد تم العقد عن طريق المراسلة وأنجب منها ولديه قصي وعدي الذين قتلتهما القوات الأمريكية في شهر تموز يوليو 2003 م وثلاث بنات رنا ورغد وحلا، ذكرت حرير حسين كامل في كتابها حفيدة صدام، أنّ والدة ساجدة، اسمها «ليلو وهيب»، لم توافق على الزواج في البداية، وكان صدام يمازحها وهي كبيرة، فيقول «ها حجّية، بعدك ما تريديني؟ بعدك ما موافقة عليّ؟» فتضحك ليلو وتقول «لا، ابني، والله هاي قبل» أي كان ذلك رأيي سابقًا. تزوج صدام مرة ثانية عام 1986 م من سميرة شاهبندر صافي التي تنتمي إلى أحد الأسر العريقة في بغداد وأنجب منها عليًا [محل شك]. وكانت زوجة صدام الثانية سميرة شهبندر قد قالت في مقابلة أن زوجها يتصل بها أو يكتب لها وإنها حصلت على إذن من السلطات الفرنسية بأن تنتقل للعيش في فرنسا مع ابنها علي وإنها تتوقع الانتقال إلى باريس عن طريق سوريا مع ابنهما علي بعد سقوط بغداد في نيسان/أبريل عام2003 م. سئل علي النِّدا حسين العمر في سنة 2007م، وكان حينئذٍ شيخَ عشيرة البيكات التي ينتسبُ إليها صدام، سئل الشيخ عن عدد زوجات صدام فقال «صدام لم تكن له إلا زوجتين، الأولى أم عدي وقصي وهي ساجدة طلفاح خير الله، والثانية تزوجها بعد فترة وهي (سميرة الشاهبندر) وتزوجها وعمرها 40 عامًا تقريبًا، ولم تنجب منه أولاد»، وسئل عن علي ابن سميرة الشابندر، الذي يقال إنه ابنها من صدام حسين، فقال «لا.. لا يوجد لا أمُّ علي ولا أي شيء من هذا القبيل، فهو لم يتزوج إلا أمَّ عدي، أما الشاهبندر فكانت كبيرة في السن وغير متأكدين من أنه أنجب منها، ولها ابن طيار من زوجها السابق، ولا أعرف أين تعيش حاليًا، وحتى إعلان الزواج لم نعرف به ولكننا سمعنا عنه، وهذه قضية شخصية خاصة به».
تزوجت رغد ورنا من الأخوين صدام كامل وحسين كامل حسن الذين قتلا عقب انشقاقهما وثم عودتهما من عمان للأراضي العراقية مع وعد بالعفو عنهما بعد عدة أشهر فرا خلالها إلى الأردن في منتصف التسعينيات الماضية فيما تزوجت الثالثة حلا من مصطفى عبد الله سلطان هاشم أحمد وهو ابن آخر وزير للدفاع في حكومة صدام قبل سقوط العراق في أيدي قوات الحلفاء بقيادة الجيش الأمريكي. كان زواج صدام من ابنة خاله ساجدة خطوة موفقة فوالدها خير الله طلفاح كان صديقًا مقربًا من البكر الذي كافأه على مساعدته للبعثيين بتعيينه مديرًا عامًا في وزارة التعليم وقد تعزز تحالف صدام مع البكر بصورة أكبر عندما تزوج أحد أبناء البكر من شقيقه لساجدة وتزوجت إحدى بنات البكر من شقيق لساجدة عدنان خير الله.
عرف الرجل بأناقته والاهتمام بهندامه وبلبسه لساعة يد «باتك فيليب» الماركة المعروفة، وحرصه على «كاريزما» أقر بها المحبون والمناؤون.

### لهجة صدام
هاجر صدام من قريته قرب تكريت إلى بغداد، وظلّ يتكلم بلهجة تكريتية بدوية ريفية وربما اُستهزئ به بسبب لهجته أو لم يفهمها المترجمون، غير أنه كان يقارب اللهجة البغدادية، وتظهر مقاربته في عدم نطقه لحرف القاف الذي ينطق به أهل تكريت بالطريقة الفصحى، بل كان يتشبّه بلهجة بغداد فينطق القاف كحرف الكاف المجهورة، وفي سنة 1964 حين كان صدام متخفياً من الأمن العراقي، كلّفته قيادةُ حزب البعث بنقل تعليمات حزبية إلى رجل تكريتي لا يعرفه صدام، اسمه صلاح عمر العلي، فأوقف صدام سيارة الفولكسواكن أمام المقهى واصطحب صلاح العلي وأبلغه بالتعليمات، وقال صدام له إن اسمه محمد لكن صلاح العلي استوقفته لهجة تكريت. فاعترف له: أنا صدام، وحين سيطر صدام على الحكم وتكاثرَ التكريتيون في حكومته، أصبحت اللهجة التكريتية وجيهةً، يتكلّفُ التحدّث بها حتى بعض الذين ليسوا من تكريت، وبعضهم كان يتعمّد شراء سيارات أرقامها من محافظة صلاح الدين، وحين كان في جلسات التحقيق الأمريكية، كان صدام يتعمّد التحادث مع محاميه بلهجة تكريتية لكي لا يفهمه المحققون. أما زوجته ساجدة خير الله، فتتكلم بلهجة بغدادية إذ سمح لها أبوها خير الله طلفاح بالدراسة في مدارس بغداد، ثم سمح لها بالعمل في التعليم، وكان ذلك مصادمًا للعرف العشائري، فأصبحت ساجدة مختلفة عن كل نساء العائلة، في ملبسها الأنيق غير الموروث، وفي لهجتها البغدادية، وورثَ عنها لهجتها بناتها وحفيداتها.

## أسلوب خطاباته
قال محمد مهدي صالح في كتابه (درء المجاعة عن العراق) «وكان الرئيس الراحل صدام حسين هو الذي يكتب كلماته وخطاباته في جميع المناسبات والمؤتمرات» وكان يرسلها إلى نائبه طارق عزيز لتدقيقها وإبداء الملاحظات وكان صدام يعتمد عليه لثقافته السياسية والإعلامية، ثم تُرسل الكلمات والخطابات إلى بقية أعضاء مجلس قيادة الثورة للاطلاع وإبداء الملاحظات قبل إعداد الصيغة النهائية.

### صحة صدام
في يوم 11 أيار سنة 2004، سألت جريدة الشرق الأوسط أحدَ أطباء صدام، الدكتورَ علاء بشير عن صدام، هل به سرطان؟ فقال «الذي اعرفه ان حالته الصحية جيدة ما عدا أنه كان يشكو من آلام في ظهره منذ زمن طويل وفي السنتين الاخيرتين كان يشكو من آلام في قدميه، إضافة إلى انه يشكو من ضغط في الدم وكان يحرص على عدم تناول اية أدوية قدر المستطاع، كما انه لم يكن يثق في الأطباء فإذا شخص له الطبيب حالته الصحية ووصف له الدواء يطلب أطباء آخرين ليتأكد من تشخيص الطبيب الأول ووصفته الطبية».

## الجمهورية العراقية

### إسقاط الملكية العراقية
كان إسقاط الملكية العراقية إبان ثورة عام 1958 واحدًا من أكثر الأحداث دموية في التاريخ الحديث للشرق الأوسط ففي وقت مبكر من صباح يوم 14 يوليو عام 1958 اقتحمت وحدات من الجيش القصر الملكي العراقي في قصر الرحاب تطلق على نفسها اسم الضباط الأحرار بقيادة عبد السلام عارف وعبد الكريم قاسم للإطاحة بالملك فيصل الثاني حيث دمرت المدفعية الجزء الأعلى من المبنى وأجبروا الملك فيصل الثاني والوصي وأسرهم على الهرب من المبنى إلى ساحة القصر حيث أحاط بهم الضباط ودونما أي اعتبار للنساء والأطفال تم قتلهم جميعًا فقد كان قادة الانقلاب مصممين على أن لا يتركوا أي أثر للعائلة العراقية الملكية أو أي نواة في المستقبل. أما مكان وجود صدام أثناء ثورة عام 1958 فلم يكن معروفًا لكن يمكن القول أن البعثيين قد أيدوا بكل ما يملكون الانقلاب العسكري وكانوا مصممين على إنجاحه.

### اغتيال عبد الكريم قاسم
في عام 1959 شارك صدام مع مجموعة بعثية في محاولة اغتيال عبد الكريم قاسم، الذي كان رئيس الوزراء وقائد القوات المسلحة حينها بعد ظهر اليوم السابع من تشرين الأول/أكتوبر وخلافًا للترتيبات وبسبب الانفعال سحب صدام مدفعه الرشاش من تحت معطفه وفتح النار على سيارة قاسم قبل الوقت المقرر وقبل أن يتمكن الآخرون من فتح النار تمكن حراس قاسم من مواجهة الموقف وقتل سائق السيارة الذي أصيب في ذراعه وكتفه كما قتل أحد أفراد مجموعة الاغتيال وهو عبد الوهاب الغريري وأصيب صدام في ساقه على يد أحد زملائه.
تمكن أعضاء فريق الاغتيال من الفرار إلى أحد مخابئ الحزب في العاصمة بغداد أما عبد الكريم قاسم فقد نقل إلى المستشفى وأجرى له العلاج اللازم وتم استدعاء الدكتور تحسين الملا وهو أحد الأعضاء المؤسسين لحزب البعث لمعالجة صدام وقال:«أنه لم يكن سوى جرح بسيط عبارة عن كشط.» وقد تم مداهمة المخبأ الذي لجأ إليه فريق الاغتيال إلا أن صدام استطاع الفرار إلى سوريا حيث قضى هناك ثلاثة أشهر قبل أن ينتقل إلى القاهرة حيث انضم إلى نحو 500 شاب من البعثيين الذين اجتمعوا في العاصمة المصرية وكانت الحكومة السورية قد أرسلت هؤلاء إلى مصر بهدف استكمال تعليمهم.

### عضوية حزب البعث
لم يكن صدام قد أكمل تعليمة الثانوي وكان عبد الناصر رئيس الجمهورية العربية المتحدة يعارض عبد الكريم قاسم لأنه نكث بوعده في ضم العراق للاتحاد وكان ميشيل عفلق وغيره من قادة البعث في سوريا يعتقدون بأن المشاركين في المحاولة سيتمتعون بأمان أكثر في القاهرة من دمشق حيث كان النظام السوري أقل استقرارًا.
لجأ صدام إلى سوريا في رحلة طويلة وشاقة تكتنفها المخاطر وأقام بها ثلاثة أشهر ومنها توجه إلى مصر في 21 شباط/فبراير عام 1960 م. في القاهرة التحق بالصف الخامس الإعدادي بمدرسة قصر النيل لإكمال دراسته الثانوية والحصول على شهادة التوجيهية وسكن مع عدد من رفاقه في حي الدقي وارتقى في صفوف القيادة الطلابية لحزب البعث حتى أصبح مسؤولًا عن الطلاب المنتمين للحزب لفرع مصر. وهناك في بغداد أصدرت المحكمة العسكرية العليا الخاصة في كانون الأول/ديسمبر عام 1960 م حكمها بالإعدام عليه وعلى مجموعة من أعضاء الحزب الهاربين خارج البلاد لمشاركته في محاولة اغتيال عبد الكريم قاسم.
اهتم ميشيل عفلق عميد حزب البعث السوري بصدام الشاب ورقاه إلى مرتبه عالية بأن جعله عضوًا كامل العضوية في الحزب لدوره في محاولة تصفية عبد الكريم قاسم لأن جهد البعثيين العراقيين لقلب الحكومة في بغداد جعلت منهم أبطالًا في نظر القوميين حيث رأوا أن واجبهم الوطني يحتم عليهم قتل عبد الكريم قاسم لأنه سلم مقدرات البلد إلى الشيوعيين.

### مع جمال عبد الناصر
في عام 1961 وخلال وجوده في القاهرة كان يتردد على نادي الجزيرة حاله كحال اللاجئين السياسيين العرب في تلك الفترة، وكان له لقاء بجمال عبد الناصر والذي قدم له بعض النصائح في العمل السياسي القومي، وأيضا تعرف على عبد الله الريماوي وعلي أبو نوار وسعيد السبع
وبسام الشكعة وهم أعضاء قيادة التنظيم البعثي الأردني الذين قاموا بانقلاب البعث عام 1957 فيما يعرف بحركة الضباط الأحرار الأردنيين، وتعرف على رشيد عالي الكيلاني وأعجب به وبروحه الوثابه، وفي العام 1963 م سافر صدام إلى دمشق والتقى بمؤسس حزب البعث ميشيل عفلق وتباحثا في الاضطرابات والانشقاقات التي شهدها جناح الحزب في العراق وقد عاد من هذه الرحلة بعد أن حقق عدة مكاسب سياسية منها تعيينه عضوًا في القيادة القومية لحزب البعث وتوثيق صلته بقيادة الحزب في سوريا. وكان عفلق الذي هيمن على حزب البعث في سوريا والعراق يقف وراء انتخاب صدام عام 1964 م في موقع مهم بالقيادة العراقية لحزب البعث وقد رد صدام الجميل لدى توليه السلطة بأن جعل من البعثية العقيدة السياسية الرسمية للعراق وعندما أجبر عفلق على الذهاب إلى المنفى إلى العراق عام 1989 م أمر صدام بإقامة ضريح فخم لمؤسس البعث.

### سقوط عبد الكريم قاسم
انتسب صدام إلى كلية الحقوق جامعة القاهرة عام 1961 م ولكنه لم يكمل دراسته فقد عاد إلى بغداد في أعقاب الانقلاب ضد عبد الكريم قاسم الذي تم في شباط/فبراير عام 1963 م قام به مجموعة من ضباط الجيش تربطهم علافة بحزب البعث حكومة عبد الكريم قاسم أطيح بعبد الكريم قاسم بانقلاب تزعم الانقلاب الذي اعتبر رهيبًا وشنيعًا اللواء أحمد حسن البكر وكان البكر قد تبوأ مركزًا مرموقًا في البعث أثناء وجود صدام بالمنفى في القاهرة حيث اتصف بكراهيته ومقته للشيوعيين. وقد انضم البكر إلى البعث أثناء وجودة في السجن بتهمة تآمره ضد عبد الكريم قاسم ولدى إطلاق سراح المعتقلين السياسيين ومن بينهم البكر بدأ الأخير مع غيره من البعثيين بالتخطيط لخلع قاسم.
وقد رفضت العديد من وحدات الجيش دعم البعثيين في محاولتهم فهاجم البكر قاسم في مقره في وزارة الدفاع واستمر القتال طيلة يومين ونجم عنه سقوط مئات القتلى والجرحى في وسط بغداد قبل أن يضطر قاسم إلى الاستسلام ورفض قادة الانقلاب السماح بمحاكمته علنية وبعد محاكمة قصيرة في استيديو الموسيقى في التلفزيون وأمام الكاميرات على الهواء مباشرة أعدم عبد الكريم قاسم رميًا بالرصاص. خلال هذه الأحداث كان صدام لا يزال في القاهرة لكن سرعان ما عاد إلى بغداد ليصبح عبد السلام عارف رئيسًا للجمهورية وبعد وصولة أعاد صدام تقديم نفسه للبكر الذي كوفئ على دورة بإسقاط قاسم بمنصب رئيس الوزراء من قبل الرئيس الجديد عبد السلام عارف عين البكر العديد من أبناء بلدته تكريت في مواقع بارزة وقد وجد صدام نفسه في بداية الأمر على الهامش ولكن الاشتباكات الدامية بين البعثيين والشيوعيين بعد إسقاط قاسم وفرت له متنفسًا ومخرجًا وكمكافئة له في مثابرته على تعقب الشيوعيين عين صدام في لجنة الاستخبارات الحزب التي تتولى مسؤولية الاستجوابات والتحقيقات وفي فلم الأيام الطوال عن حياة صدام – الذي أخرجه المخرج المصري توفيق صالح – فإن صدام يعلق على مشاركته في أحداث عام 1963 م بقوله: يجب علينا قتل أولئك الذين يتآمرون ضدنا.
لم تطل فترة العنف فقد أودت التناحرات الداخلية بين المجموعات البعثية المتنافسة إلى خروج الحزب من الحكم في نوفمبر عام 1963 م. وكان الاختلاف بين الجناح المدني في الحزب بقيادة علي صالح السعدي والذي كان يحبذ الوحدة السياسية مع مصر وسوريا وبخاصة بعد نجاح انقلاب البعث السوري في مارس من نفس العام في حين عارض الجناح العسكري المحافظ الذي يفضل السياسة التقليدية العراق أولًا.
عمد البكر الذي كان يحاول التوفيق بين الأجنحة المتنافسة للحزب إلى عقد اجتماع للقيادة القومية للبعث وخلال تلك الفترة ساند صدام البكر مواطنه التكريتي وبدأ يشاهد على الدوام إلى جانب البكر وهو يتسلح بمسدسه ومع استمرار التهديد الذي يشكله الحرس القومي على النظام والأمن العام نفد صبر عبد السلام عارف مع البعث وقرر التصرف وبالفعل صدرت الأوامر في 18 نوفمبر بمهاجمة الحرس القومي في بغداد ونجح عارف وخلال ساعات كان يسيطر تمامًا على المدينة.
أدى تدخل الرئيس عبد السلام عارف الحاسم إلى إنهاء أول تلاعب بعثي قصير في السلطة وتم عزل الوزراء حيث استبدلوا بضباط عسكريين من الموالين للرئيس وطرد البكر من منصبه كرئيس للوزراء وأصبح العراق يحكم من قبل حكومة عسكرية وتم حل الحرس القومي واستبدل بالحرس الجمهوري الذي يضم وحدات النخبة في القوات المسلحة والذي تمثلت مهمته الرئيسية في حماية النظام من أي محاولات انقلاب مستقبلية.

### سقوط عبد السلام عارف
كان صدام واحدًا من مجموعة البعثيين الذين أنيط بهم عام 1964 م مسؤولية إنشاء الجهاز الأمني للحزب والذي أطلق عليه جهاز حنين وذلك بعد انقلاب عام 1963 م والذي أدى اكتشافه إلى الزج بقادة البعث المتبقين بمن فيهم البكر في السجن وبقى صدام في بغداد على الرغم من مطالبة قيادة الحزب في دمشق بفرارة من جديد إلى سوريا وبالتعاون مع قلة من البعثيين الذين لم يسجنهم عارف شكل صدام قوة أمنية سرية.، وقيل إن صدام كان من كتلة انشقاق حزبي داخلي موالية لعبد السلام فهيّأ له ذلك أن يُولّى مشرفًا ومقدمًا للبرامج الريفية في الإذاعة والتلفزيون لمدة قليلة في عهد عبد السلام عارف في أواخر سنة 1963م، وذُكِر أنّ لصدام تسجيلات إذاعية حينئذٍ، كانت محفوظة عند الإذاعة.
كانت الحرية التي تمتع بها صدام عام 1964 م قصيرة الأمد تم خلالها بحث سيناريوهات عدة لاغتيال الرئيس وفي منتصف تشرين الأول/أكتوبر طوق رجال الأمن مخبأ صدام في سبع أبكار شمال بغداد وبعد تبادل قصير لإطلاق النار اضطر صدام للاستسلام بعد أن نفدت ذخيرته وتم سجنه. كان خير الله طلفاح يقبع في السجن هو الآخر في ذلك الوقت رغم أنه لم يكن عضوًا في حزب البعث وكانت ساجدة التي كانت وضعت لتوها عدي تزوره وتزور زوجها صدام الذي كان معتقلًا في سجن هو الآخر وتحضر له رسائل من البكر الذي كان قد أفرج عنه وهو ما كان يمكن صدام للاطلاع على مجريات الأمور.
تم سجنه في زنزانة منفردة في مديرية الأمن ببغداد التي تعرض فيها للتعذيب. وتقديرًا من قادة حزب البعث في العراق وسوريا لصموده قررت القيادة في عام 1966 م انتخابه أمين سر القيادة القطرية لحزب البعث وهو لا يزال في سجنه، ورُوِيَ عن رشيد محسن مدير الأمن العام حينئذٍ أنه زعم أنّ صدام حسين تعاون مع الأمن في سجنه. ثم استطاع صدام بمساعدة بعض رفاقه تدبير خطة للهروب من السجن أثناء خروجه لإحدى جلسات المحاكمة ونجحت هذه الخطة بالفعل واستطاع الفرار في 23 يوليو عام 1966 م. حتى انتهت الفترة الثانية لسجنه حيث عمل من جديد على الإطاحة بالحكومة والاستيلاء على السلطة. مع فجر يوم 17 يوليو من عام 1968 م استولت وحدات عسكرية يرافقها نشطاء بعثيون مدنيون على مؤسسات عسكرية حكومة مهمة وصدرت الأوامر بالتحرك إلى قصر الرئاسة فاندفعت الدبابات إلى باحته وتوقفت تحت النوافذ حيث كان الرئيس عبد الرحمن عارف ما زال نائمًا في سريرة وكان في الدبابة الأولى صدام حسين ببزته العسكرية.
لم يعرف الرئيس عبد الرحمن عارف بالانقلاب إلا عندما سمع صوت الرصاص الذي أطلقته عناصر من الحرس الجمهوري في الهواء للتعبير عن الفرح والانتصار قبل الرئيس عارف الذي تسلم السلطة بعد مقتل شقيقه عبد السلام عارف بتحطم هيلوكبتر عام 1966 م التنحي وكان مطلبه الوحيد أن يضمن الانقلابين سلامة ابنه الذي كان ضابطًا في الجيش وتمثل دور صدام حسين يومها في مراقبة القصر وضمان عدم تدخل الجنود الموالين لعارف. وبحلول الساعة 3:40 دقيقة صباحًا كان الانقلاب قد نجح وبعد استراحة دامت ساعات وضع عارف على طائرة متجهة إلى لندن للانضمام إلى زوجته التي كانت تعالج هناك من داء السرطان وأعلنت إذاعة بغداد أن حزب البعث قد استولى على السلطة.
بعد الانقلاب عين أحمد حسن البكر رئيسًا للجمهورية فيما كلف صدام بمسؤولية الأمن القومي وقد كان صدام مناسبًا لتسلم هذا الموقع لسابق تجربته للإقامة جهاز حنين والذي حل بعد تسلم البعثيين السلطة لتحل محلة مؤسسات أمنية رسمية وكان عمر صدام حسين وقتها 31 عامًا.

## رئاسة الدولة

### البرنامج السياسي

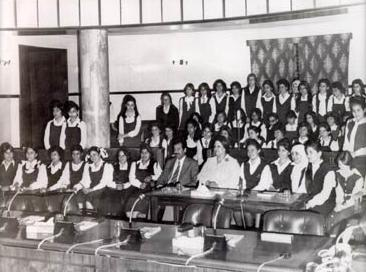
صدام في مؤتمر لتعزيز تعليم المرأة ومحو الأمية في 1970م.

في أواخر الستينيات وأوائل السبعينيات، كنائب لرئيس مجلس قيادة الثورة، الرجل الثاني في قيادة أحمد حسن البكر رسميًا، بنى صدام سمعة باعتباره سياسيًا تقدميًا وفعالًا.  في هذا الوقت ارتقى صدام في صفوف الحكومة الجديدة من خلال المساعدة في محاولات تقوية وتوحيد حزب البعث وأخذ دور قيادي في معالجة المشاكل الداخلية الرئيسية في البلاد وتوسيع أتباع الحزب.

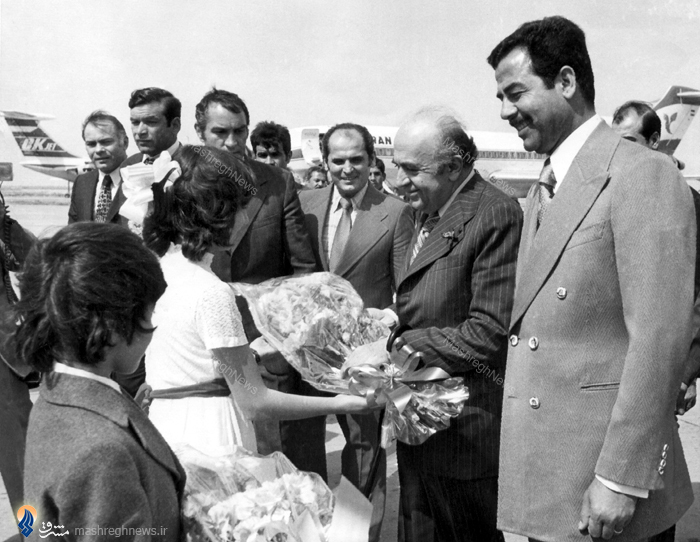
رئيس وزراء الدولة البهلوية أمير عباس هويدا في العراق في ضيافة صدام حسين عام 1975م.

بعد أن تولى البعثيون السلطة في عام 1968، ركز صدام على تحقيق الاستقرار في أمة مليئة بتوترات عميقة. قبل صدام بوقت طويل، كان العراق منقسمًا على أساس خطوط الصدع الاجتماعي والعرقي والديني والاقتصادي: السنة مقابل الشيعة، والعربي مقابل الأكراد، والزعيم القبلي مقابل التجار الحضري، والرحل مقابل الفلاحين.  الرغبة في حكم مستقر في بلد مليء بالفصائل أدت بصدام إلى ممارسة القمع الهائل وتحسين مستويات المعيشة.
عزز صدام بنشاط تحديث الاقتصاد العراقي إلى جانب إنشاء جهاز أمني قوي لمنع الانقلابات داخل هيكل السلطة والتمردات بصرف النظر عن ذلك. من أي وقت مضى معنيًا بتوسيع قاعدة دعمه بين عناصر متنوعة من المجتمع العراقي وحشد الدعم الجماهيري، فقد تابع عن كثب إدارة برامج رعاية الدولة والتنمية.
في قلب هذه الاستراتيجية كان نفط العراق. في 1 حزيران يونيو 1972، أشرف صدام على الاستيلاء على المصالح النفطية الدولية، والتي، في ذلك الوقت، كانت تهيمن على قطاع النفط في البلاد. بعد عام، ارتفعت أسعار النفط العالمية بشكل كبير نتيجة لأزمة الطاقة عام 1973، ومكنت العائدات المرتفعة صدام من توسيع أجندته.
صدام يتحدث إلى ميشيل عفلق مؤسس الفكر البعثي عام 1988
في غضون سنوات قليلة، كان العراق يقدم خدمات اجتماعية غير مسبوقة بين دول الشرق الأوسط. أسس صدام وسيطر على «الحملة الوطنية لمحو الأمية» وحملة «التعليم المجاني الإلزامي في العراق»، وتحت رعايته إلى حد كبير، أنشأت الحكومة التعليم المجاني الشامل حتى أعلى مستويات التعليم؛ مئات الآلاف تعلموا القراءة في السنوات التالية لبدء البرنامج. كما دعمت الحكومة عائلات الجنود، ومنحت العلاج في المستشفيات مجانًا للجميع، وقدمت إعانات للمزارعين. أنشأ العراق أحد أكثر أنظمة الصحة العامة حداثة في الشرق الأوسط، وحصل صدام على جائزة من منظمة الأمم المتحدة للتربية والعلم والثقافة (اليونسكو).
بمساعدة زيادة عائدات النفط، قام صدام بتنويع الاقتصاد العراقي القائم على النفط إلى حد كبير . نفذ صدام حملة بنية تحتية وطنية حققت تقدما كبيرا في بناء الطرق وتعزيز التعدين وتطوير الصناعات الأخرى. ساعدت الحملة صناعات الطاقة في العراق. تم جلب الكهرباء إلى كل مدينة في العراق تقريبًا، والعديد من المناطق النائية. قبل سبعينيات القرن الماضي، كان معظم سكان العراق يعيشون في الريف وكان ما يقرب من ثلثيهم من الفلاحين. سينخفض هذا الرقم بسرعة خلال السبعينيات حيث ساعدت أسعار النفط العالمية على ارتفاع الإيرادات من أقل من نصف مليار دولار إلى عشرات المليارات من الدولارات واستثمرت البلاد في التوسع الصناعي.
عادت عائدات النفط بالفائدة على صدام سياسياً.  وفقًا لمجلة الإيكونوميست ، «بقدر ما نال أدولف هتلر الثناء المبكر لتحفيز الصناعة الألمانية، وإنهاء البطالة الجماعية وبناء الطرق السريعة، فقد نال صدام الإعجاب في الخارج لأفعاله. كان لديه غريزة جيدة لما طالب به» الشارع العربي «، في أعقاب تراجع القيادة المصرية الناجم عن صدمة انتصار إسرائيل لمدة ستة أيام في حرب عام 1967، وموت البطل القومي العربي جمال عبد الناصر في عام 1970، والدافع» الخائن«لخليفته، أنور السادات، لمقاضاة السلام مع الدولة اليهودية. دعاية صدام التي تضخم نفسها بنفسها ، حيث يتظاهر بأنه المدافع عن العروبة ضد اليهود أو الفارسيينالمتسللين ، كانت ثقيلة ، لكنها متسقة مثل قرع الطبول. وقد ساعد بالطبع أن مخابراته (الشرطة السرية) دفعت رواتب عشرات من محرري وكتاب وفنانين الأخبار العرب».
أليكسي كوسيجين (يسار) وأحمد حسن البكر يوقعان معاهدة الصداقة والتعاون العراقية السوفيتية في عام 1972
في عام 1972، وقع صدام على معاهدة صداقة وتعاون لمدة 15 عامًا مع الاتحاد السوفيتي . ووفقًا للمؤرخ تشارلز آر إتش تريب ، فإن المعاهدة أزعجت «النظام الأمني الذي ترعاه الولايات المتحدة والذي تم إنشاؤه كجزء من الحرب الباردة في الشرق الأوسط. وبدا أن أي عدو لنظام بغداد كان حليفًا محتملاً للولايات المتحدة».  رداً على ذلك ، مولت الولايات المتحدة سرًا المتمردين الأكراد بقيادة مصطفى البرزاني أثناء الحرب العراقية الكردية الثانية . هُزم الأكراد في عام 1975، مما أدى إلى إعادة توطين مئات الآلاف من المدنيين الأكراد بالقوة.
ركز صدام على تعزيز الولاء للبعثيين في المناطق الريفية. بعد تأميم المصالح النفطية الأجنبية ، أشرف صدام على تحديث الريف ، وميكنة الزراعة على نطاق واسع ، وتوزيع الأراضي على الفلاحين.  أنشأ البعثيون تعاونيات زراعية كما ضاعفت الحكومة الإنفاق على التنمية الزراعية في 1974-1975. كانت برامج صدام الاجتماعية جزءًا من مزيج من تكتيكات «العصا والجزرة» لتعزيز الدعم لصدام. تم وضع البنوك المملوكة للدولة تحت إبهامه. كان الإقراض على أساس المحسوبية.  تقدم التطور في مثل هذا الملعب المحموم حيث عمل مليوني شخص من الدول العربية الأخرى وحتى يوغوسلافيا في العراق لتلبية الطلب المتزايد على العمالة.[ بحاجة لمصدر ]

### نائبًا لأحمد حسن البكر

صدام حسين مع الرئيس أحمد حسن البكر.

بدأ صدام يجمع السلطة في يده بطريقة حثيثة، فحينما كان مسؤولا عن الأمن كان مسؤولًا أيضًا عن إدارة الفلاحين. وسرعان ما وضع التعليم والدعاية تحت نطاق سيطرته، وما لبث أن تولى رسميًا منصب نائب رئيس مجلس قيادة الثورة في أيلول/سبتمبر عام 1968 م وبعد ذلك بدأ وصف صدام باسم السيد النائب.
أجرى صدام حسين بصفته نائبًا للرئيس أحمد حسن البكر إصلاحات واسعة النطاق، وأقام أجهزة أمنية صارمة وقد أثارت سياسيات كل من صدام والبكر قلقًا في الغرب، ففي عام 1978 م وفي أوج الحرب الباردة عقد العراق معاهدة التعاون والصداقة مدتها 15 سنة مع الاتحاد السوفيتي، كما أمم شركة النفط الوطنية التي تأسست في ظل الإدارة البريطانية والتي كانت تصدر النفط الرخيص إلى الغرب، وقد استثمرت بعض أموال النفط عقب الفورة النفطية التي أعقبت أزمة عام 1973 م في الصناعة والتعليم والعناية الصحية مما رفع المستوى المعيشي في العراق إلى أعلى مستوى في العالم العربي.
ففي نهايات عام 1960م وبدايات عام 1970م ولكون صدام نائبًا لرئيس مجلس قيادة الثورة وكونه الرجل الثاني في العراق، بنى صدام سمعة جيدة كسياسي محنك وفعال. قام صدام بتأسيس جهاز المخابرات العراقي الذي كان يعرف بـ جهاز حنين وبدأ بمحاكمة كل من كانت لهم ولاءات خارجية وقام بتعيين من يثق به في المناصب الأمنية المهمة مدعمًا مكانته.

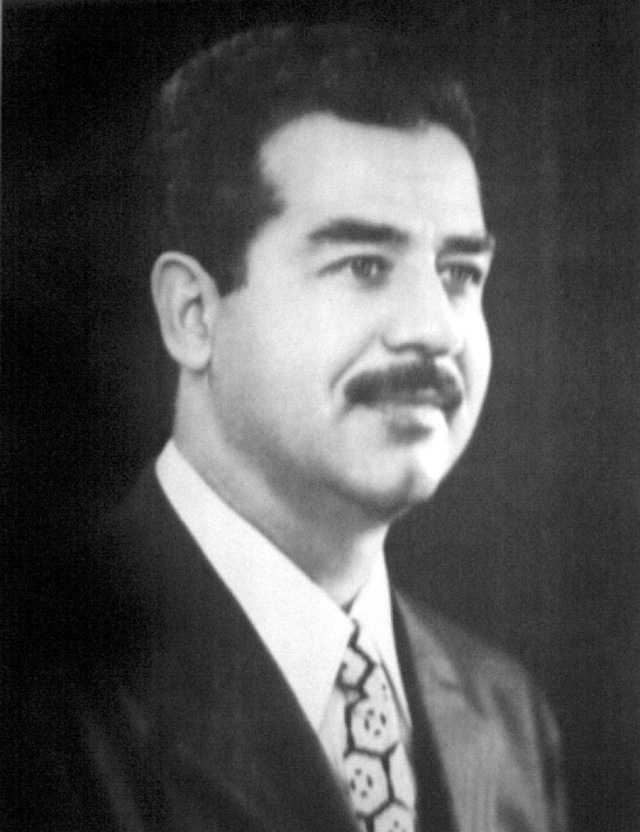
صدام حسين عام 1974

بعد أن تسلم حزب البعث السلطة في العراق عام 1968م، ركز صدام على تحقيق الاستقرار في وطن مزقته الصراعات العويصة في وجود الانقسامات والصراعات الاجتماعية والعقائدية والدينية ما بين السنة والشيعة وبين العرب والأكراد وغيرها. وكان في رأي صدام أن القيادة الثابتة والمستقرة في دولة تنتشر فيها التحزبية والانقسامات تحتاج إلى سياسة القمع كما تحتاج في نفس الوقت إلى رفع المستوى المعيشي.
قام صدام بتعزيز الاقتصاد العراقي بجانب بناء جهاز أمني قوي لمنع الانقلابات والتمرد داخل وخارج حزب البعث. لم يهتم صدام بتوسعة قاعدة المؤيدين له بين مختلف الفئات في المجتمع العراقي فقد كان كل اهتمامه منصب في إقامة دولة مستقرة وتطوير برامج التنمية.
كان أكبر اهتمامات صدام هو النفط العراقي ففي عام 1973م ارتفعت أسعار النفط بشكل كبير نتيجة للأزمة النفطية وقد مكن ذلك الارتفاع صدام من توسيع نطاق جدول أعماله. في خلال أعوام كانت العراق تقدم خدمات اجتماعية لم يسبق لها مثيل بين دول الشرق الأوسط. قام صدام بإنشاء وإدارة الحملة الوطنية لمحو الأمية وحملة التعليم الإلزامي المجاني في العراق وقد قامت الحكومة العراقية بتعليم مئات الآلاف في خلال عدة سنوات من بداية هذه الحملة.
كما قامت الحكومة بدعم أسر الجنود كما قدمت رعاية صحية مجانية للجميع بالإضافة إلى تقديم أراضي زراعية مجانية للفلاحين. وقامت العراق بإنشاء واحدة من أحدث أنظمة الرعاية الصحية في الشرق الأوسط وكان ذلك سببًا لمنح صدام جائزة من منظمة اليونسكو.

### بداية ظهور صدام حسين
كانت ثورة الأكراد في شمال العراق عام 1974 م ضد الحكومة العراقية فرصة لتنامي سيطرة صدام حسين على الأمور في العراق فقد كان هناك نزاع على شط العرب بين العراق وإيران. وكانت إيران في عهد الشاه تساعد الأكراد مما ساهم في تفاقم القتال وموت مائة ألف عراقي من الأكراد والعرب ما بين عامي 1974 م إلى 1975 م، وتدخلت الجزائر وتم توقيع اتفاقية الجزائر عام 1975 م بين إيران والعراق كان من بنودها تقسيم شط العرب بين الطرفين وامتناع إيران عن مساعدة الأكراد، وأن تقوم العراق بطرد الخميني من النجف، ووقع الاتفاق عن الجانب العراقي صدام الذي كان وقتها نائبًا لرئيس الجمهورية.

اهتم صدام، وبتشجيع من البكر، بالبنية الأمنية الداخلية لحزب البعث لكونها الهيئة التي سيرتقي من خلالها للسلطة وقد تأثر صدام إلى حد بعيد بجوزيف ستالين الذي قرأ حياته وأعماله أثناء وجوده بالقاهرة وكان صدام يسمع كثيرًا وهو يردد مقولة ستالين:

تمكن صدام حسين من إحكام قبضته على السلطة من خلال تعيين أقاربه وحلفائه في المناصب الحكومية المهمة بالإضافة إلى مراكز التجارة والأعمال، وهو ما تمكن معه في نهاية عام 1970 م من أن يحتكر السلطة فعليًا في العراق تمهيدًا للاستيلاء عليها نهائيًا في يوليو عام 1979 م حيث اضطر البكر إلى الاستقالة، وكان السبب الرسمي المعلن للاستقالة العجز عن أداء المهام الرئاسية لأسباب صحية، وسلمت كل مناصبه لصدام حسين الذي أعلن نفسه رئيسًا للجمهورية ورئيسًا لمجلس قيادة الثورة وقائدًا عامًا للقوات المسلحة.

وقابل صدام استقالة البكر بتحديد إقامته في منزله إلى أن توفى في تشرين الأول/أكتوبر عام 1982 م. كان صدام يعمل في ذلك الوقت من 14 إلى 16 ساعة يوميًا ومن بين أهم الأعمال التي لاقت ترحيبًا من العامة والتي قام بها صدام في بداية توليه السلطة الإفراج عن الآلاف المعتقلين وقال كلمة صاحبت هذا الحدث جاء فيها:
 ليس هذا فحسب بل عمد صدام إلى التقرب إلى الشعب العراقي وللمواطن البسيط حتى وصفه أحد المعارضين الكبار بقوله:
بالرغم أن صدام كان نائبًا للرئيس أحمد حسن بكر إلا أنه كان الطرف الأقوى في الحزب. كان أحمد حسن البكر الأكبر سنًا ومقامًا ولكن وبحلول عام 1968م كان لصدام القوة الكبرى في الحزب. في عام 1979م بدأ الرئيس أحمد حسن البكر بعقد معاهدات مع سوريا التي يتواجد بها حزب البعث كانت ستقود إلى الوحدة بين الدولتين. وسيصبح الرئيس السوري حافظ الأسد نائبًا للرئيس في ذلك الاتحاد ولكن قبل حدوث ذلك استقال أحمد حسن البكر في 16 يوليو عام 1979م وأصبح صدام بشكل رسمي الرئيس الجديد للعراق. بعد ذلك بفترة وجيزة جمع قيادات حزب البعث في 22 يوليو عام 1979م بقاعة الخلد ببغداد وخلال الاجتماع الذي أمر بتصويره قال صدام بأنه وجد جواسيس ومتآمرين ضمن حزب البعث وقرأ أسماء هؤلاء الذين كانو ارتبطوا سرًا مع حافظ الأسد. وتم وصف هؤلاء بالخيانة وتم اقتيادهم واحدا تلو الآخر ليواجهوا الإعدام رميًا بالرصاص خارج قاعة الاجتماع وعلى مسامع الحاضرين.

### العلاقات الخارجية والداخلية
سعى صدام حسين لأجل أن يلعب العراق دورًا رياديًا في الشرق الأوسط فوقع العراق اتفاقية تعاون مع الاتحاد السوفيتي عام 1972م وأرسل للعراق أسلحة وعدة آلاف من الخبراء ولكن الإعدام الجماعي للشيوعيين العراقيين عام 1978م وتحول العلاقات التجارية إلى الغرب وتر العلاقات مع الاتحاد السوفيتي واتخذ العراق منحى أقرب إلى الغرب لاسيما فرنسا.
قام صدام بزيارة إلى فرنسا عام 1976م مؤسسًا لعلاقات اقتصادية وطيدة مع فرنسا ومع الدوائر السياسية المحافظة هناك. وقاد صدام المعارضة العربية لتفاهمات كامب ديفيد بين مصر وإسرائيل عام 1979م. وفي عام 1975م تفاوض على تفاهمات مع إيران اشتملت على تنازلات بخصوص الخلاف الحدودي وبالمقابل وافقت إيران على التوقف عن دعم المعارضة الكردية المسلحة في شمال العراق.

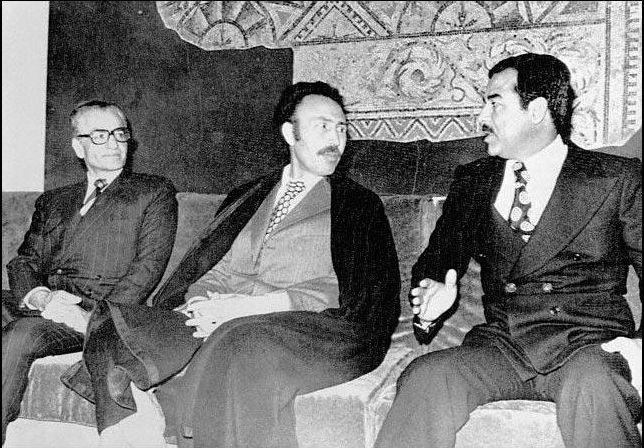
في الصورة من اليمين صدام حسين وهواري بومدين ومحمد رضا بهلوي على هامش توقيع اتفاقية الجزائر عام 1975 م.

أطلق صدام مشروع التقدم النووي العراقي في الثمانينات من القرن الماضي وذلك بدعم فرنسي. وأسس الفرنسيون أول مفاعل نووي عراقي باسم أوسيراك وسماه العراق تموز 1. وتم تدمير المفاعل بضربة جوية إسرائيلية بحجة أن إسرائيل شكت في أن العراق كان سيبدأ إنتاج مواد نووية تسليحية. وقال صدام بعد انتهاء الحرب الإيرانية العراقية مهددًا إسرائيل:«بأنه يمتلك الكيمياوي المزدوج وأنه قادر على حرق نصف إسرائيل لو قامت بالاعتداء على العراق.»
بعد المفاوضات العراقية الإيرانية واتفاقية عام 1975م مع إيران، أوقف الشاه محمد رضا بهلوي الدعم للأكراد الذين هزموا بشكل كامل. منذ تأسيس العراق كدولة حديثة عام 1920م وكان على العراق التعامل مع الانفصاليين الأكراد في الأجزاء الشمالية من البلاد. وكان صدام قد تفاوض ووصل إلى اتفاق في عام 1970م مع القادة الانفصاليين الأكراد معطيًا إياهم حكمًا ذاتيًا ولكن الاتفاق إنهار. وكانت النتيجة قتالًا قاسيًا بين الحكومة والجماعات الكردية وصل لحد قصف الجيش العراقي لمناطق الانفصاليين الأكراد.

### ترحيل الخميني
توقف القتال بعد توقف مساعدة إيران للأكراد وجاء الدور على العراق ليفي بالتزاماته وترحِّل الخميني من أراضيه فرفض الخميني الانصياع وقرر البقاء فذهب إليه صدام شخصيًا واحتد النقاش بين الطرفين وأمر بطرده إلى الكويت ومن هناك إلى فرنسا[بحاجة لمصدر]. ومع اندلاع الثورة الإيرانية عام 1979م، ومجيء الخميني مظفرًا أدرك صدام حسين أن الخميني سوف يقتص منه.[وفقًا لِمَن؟]
وكان تسرُّع صدام وعدم قدرته على التفكير المنطقي هو الذي أشعل حرب الثمان سنوات ضد إيران ابتداءً من عام 1980م، ولقد استغل بها صدام ارتباك الجيش والإدارة في إيران بعد الثورة ودخلت قواته مسافات طويلة داخل العمق الإيراني. وهكذا فقد مزق صدام حسين اتفاق الجزائر الذي وقعه هو نفسه مع شاه إيران بعد أن توقفت إيران عن تطبيق بنوده من جانب واحد واستعاد هو نصف شط العرب الذي تنازل عنه لإيران بموجب هذا الاتفاق.

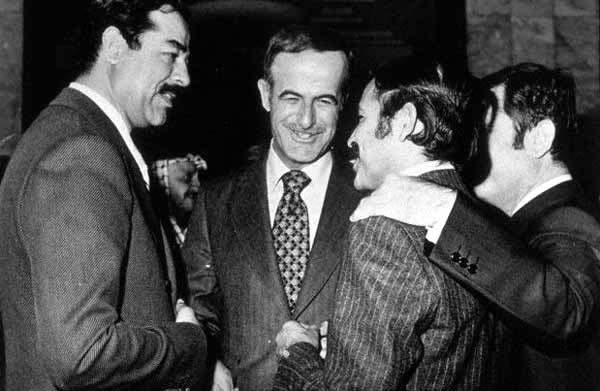
صدام حسين يتوسطهم حافظ الأسد وبوتفليقة وخلفه نائب الرئيس السوري السابق عبد الحليم خدام.

### الدول العربية
أما بالنسبة لعلاقته برؤساء وملوك الدول العربية والمجاورة فكانت تتسم بالشد والجذب من حين لآخر خاصة مع الدول الخليجية والتي كانت تدعمه أثناء حربه ضد إيران في ثمانينات القرن الفائت إلا أن هذه العلاقة بدأ يشوبها التوتر إلى أن وصلت إلى حد القطيعة خاصة بعد إقدامه على غزو الكويت عام 1990 م. وبذلك قام صدام بقطع العلاقة مع معظم الأنظمة في الدول العربية فضلًا عن الدول الغربية وغيرها.
في مقابل ذلك احتفظ صدام بعد حرب الخليج الثانية بعلاقات جيدة ومتوازنة مع بعض الحكام العرب والأجانب مثل الملك حسين بن طلال والرئيس علي عبد الله صالح - اللذان أسسا معه والرئيس المصري حسني مبارك حلفا عربيا هو مجلس التعاون العربي في عام 1989 م لكن لم يدم سوى لأشهر - كما كانت علاقته وطيدة بالعقيد معمر القذافي والرئيس ياسر عرفات والرئيس الفنزويلي هوغو شافيز - الذي زار بغداد في عام 2002 م حيث كان أول زعيم يتحدى حظر الطيران المفروض على العراق منذ بداية التسعينات - وغيرهم من بعض زعماء العالم الثالث.

## الحرب العراقية الإيرانية
في عام 1979م قامت الثورة الإسلامية في إيران وإطيح بنظام الشاه محمد رضا بهلوي وأقام الإسلاميون في إيران جمهورية إسلامية بقيادة الخميني. وفي أثناء ذلك تصاعدت الخلافات العراقية الإيرانية وتبادل البلدان طرد السفراء وبدأت الاشتباكات الحدودية بين البلدين لعشرة أشهر حول الأحقية بمعبر شط العرب المائي المختلف عليه حيث ألغت العراق من طرف واحد عام 1980 اتفاقية الجزائر المعقودة مع شاه إيران عام 1975 م حول شط العرب وأعلن صدام حسين سيادة العراق عن كامل أراضيه ومياهه. ومع اشتداد الاشتباكات الحدودية قامت إيران بعدة هجمات على القرى الحدودية بين الفترة من 13 حزيران/يونيو عام 1979 وحتى آخر هجوم بالطيران يوم 4 أيلول/سبتمبر عام 1980 فما كان من العراق بعد تدارس الوضع ومراسلة مجلس الأمن الدولي إلا أن قام باسترجاع القرى التي احتلتها إيران في 17 أيلول/سبتمبر 1980 وبعدها تصاعد القصف الإيراني ليطال مدنا بأكملها فكان الرد العراقي يوم 22 أيلول/سبتمبر 1980 والذي يفصل بين البلدين. فقصفت الطائرات العراقية مطار ميهراباد قرب طهران ودخلت القوات العراقية إلى المنطقة خوزستان الإيرانية الغنية بالنفط في 22 أيلول/ سبتمبر عام 1980.
في الأيام الأولى من الحرب كان هناك قتال شديد على الأرض حول الموانئ الإستراتيجية وبدأ العراق هجومًا على الأراضي الإيرانية وإحراز تقدم كبير حتى بدأت القوات الإيرانية بإعادة تنظيم صفوفها حتى أيار/مايو 1982 إذ تمكنت القوات الإيرانية من استرجاع أغلب الأراضي التي أحتلتها القوات العراقية ووصلت إلى الحدود الإيرانية العراقية وأصبحت إيران تبحث عن طريقة لإنهاء الحرب. انتهت الحرب عام 1988 بخسائر مادية وبشرية فادحة للطرفين ولعل مجموع القتلى وصل إلى مليون قتيل من الطرفين بالإضافة إلى الأسرى والجرحى من الجانبين. قدرت الخسائر الاقتصادية لكلا البلدين بمئات المليارات. البلدان الذان كانا قويين ومتوسعين تحولا إلى دمار. وأصبح العراق مدينا بتكاليف الحرب. وهذا ما شكل إحراجًا كبيرًا لصدام الذي كان يريد تطوير قوته العسكرية. وواجه صدام الذي اقترض من الدول العربية أيضًا مبالغ ضخمة من الأموال أثناء الثمانينات لقتال إيران مشكلة إعادة بناء البنية التحتية العراقية فحاول الحصول مرة أخرى على الدعم المالي هذه المرة لأجل إعمار ما دمرته الحرب.

## غزو الكويت

### ما بعد غزو الكويت

الإصدار الطارئ للدينار العراقي بعد حرب الكويت

#### صدام والشيعة

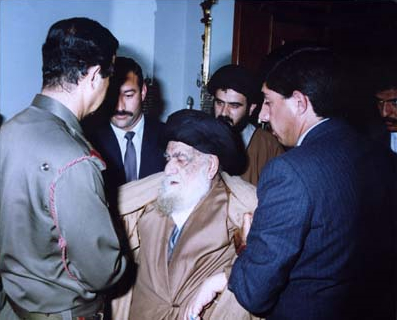
صدام في لقاء مع الخوئي.

إذا كان صدام قد اعتمد اعتمادًا كبيرًا على السنة في تدعيم دولة البعث فإن الوجود الشيعي لم يكن غائبًا عن السلطة في العراق ولكن الحوزة العلمية الشيعية في النجف ناصبت صدام العداء من أول يوم ولم تتعاون معه، كما أن سياسة صدام ضد زعماء الشيعة الذي يختلفون معه كانت التصفية أو الإبعاد ومن هنا فلم يكن غريبًا أنه بعد قبول العراق لقرار وقف إطلاق النار بعد العدوان على الكويت أن تبدأ الانتفاضة الشيعية على أمل التخلص من حكمه.

#### صدام وأمريكا

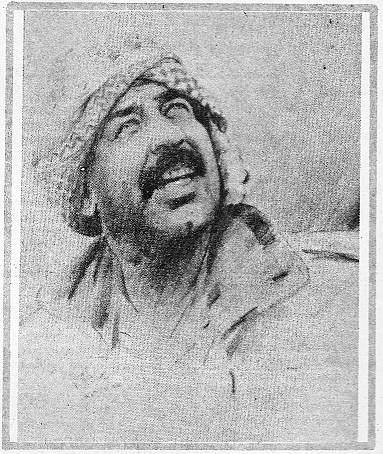
بورترايت دعائي عن صدام حسين حرب الخليج الأولى.

بقيت العلاقات بين الولايات المتحدة الأمريكية والعراق متوترة بعد حرب الخليج الثانية. ونتيجة للحرب فقد فرض مجلس الامن حصارًا اقتصاديًا شاملًا على العراق وعانى العراقيون من أقسى فترات الحياة من نقص المواد الأساسية الغذائية والمستلزمات الصحية. أما على الصعيد الخارجي فقد زادت عزلة الحكومة العراقية التي كانت تتصرف بتهور كبير رغم كل الأزمات نتيجة لهذه السياسات فقد أطلقت الولايات المتحدة الأمريكية أول هجوم صاروخي منذ نهاية الحرب مستهدفة مركز الاستخبارات العراقية في بغداد في 26 حزيران/يونيو عام 1993م. متذرعة بالخرق المتكرر لمنطقة الحظر الجوي المفروضة بعد حرب الخليج والتوغلات في الأراضي الكويتية. وقد خمن البعض أن يكون لها علاقة بتهمة اضطلاع العراق بتمويل مخطط لاغتيال رئيس الولايات الأمريكية السابق جورج بوش.

#### النفط مقابل الغذاء
بدأ العراق في عام 1997م ببيع النفط مقابل الغذاء والدواء وفق قرار مجلس الأمن 986 لكن هذا لم يكن ليشكل سوى 10 إلى 40% من إنتاج العراق النفطي الحقيقي. في 16 كانون الأول/ديسمبر عام 1998م شنت الولايات المتحدة مع بريطانيا عملية ثعلب الصحراء متذرعة برفض الحكومة العراقية الاستجابة لقرارات الشرعية الدولية ولطرد العراق مفتشي أسلحة الدمار الشامل. وفي عام 1999 م أقدم نظام صدام حسين على قتل السيد محمد محمد صادق الصدر زعيم الحوزة العلمية في النجف مما أدى إلى اندلاع انتفاضة ما سمي بساعة الصفر في بغداد والمحافظات الأخرى للقصاص من الحزب الحاكم.

### الاعتذار للكويت
في 7 من سبتمبر عام 2002 م، اعتذر صدام عن غزو الكويت لكنه ألقى باللوم على قادتها وطالب الشعب الكويتي بالتصدي للقوات الأمريكية الموجودة على أرضه، وقد رفضت الكويت اعتذاره في اليوم التالي مباشرةً لخطابه حيث اتهم وزراء في الحكومة الكويتية صدام في محاولة الوقيعة بين الشعب الكويتي وزعمائه.

## انتهاكات مسندة إلى صدام حسين

### جرائم حرب وإبادة جماعية للأكراد
حملة الأنفال (بالكردية كارەساتی ئەنفال) هي إحدى عمليات الإبادة الجماعية التي قام بها النظام العراقي السابق برئاسة صدام حسين سنة 1988 ضد الأكراد في إقليم كردستان شمالي العراق، وقد أوكلت قيادة الحملة إلى علي حسن المجيد الذي كان يشغل منصب أمين سر مكتب الشمال لحزب البعث العربي الاشتراكي وبمثابة الحاكم العسكري للمنطقة، وكان وزير الدفاع العراقي الأسبق سلطان هاشم القائد العسكري للحملة. وقد اعتبرت الحكومة العراقية آنذاك الأكراد مصدر تهديد لها، وقد سميت الحملة بـ «الأنفال» نسبة للسورة رقم 8 من القرآن الكريم. و«الأنفال» تعني الغنائم أو الأسلاب. استخدمت البيانات العسكرية خلال الحملة الآية رقم 11 من هذه السورة.
هذا بالإضافة إلى كارثة مدينة حلبجة (بالكردية: كیمیابارانی ھەڵەبجە Kîmyabarana Helebce) والإبادة الجماعية التي تعرضت لها في عام 1988 أي نفس سنة حيث تم قصفها بغاز السيانيد الكيميائي مما أدى إلى مقتل الآلاف من أهالي المدينة فورًا بما يقدر ب 3200-5000 وأصيب منهم 7000-10000 بعاهات وتشوهات وامراض أخرى ولقد كان أغلبهم من السكان المدنيين.وهي أكبر هجمة كيماوية وُجّهت ضد سكان مدنيين من عرق واحد حتى اليوم، وقد ذكر جون نِكسُن ضابط وكالة المخابرات المركزية الذي استجوب صدام في سجنه، أنّ صدام حسين أنكر أن يكون هو من أمر بضرب الأكراد بالسلاح الكيمياوي، وقال نِكسُن إنّه لم يصدق بقول صدام حتى قارن أقواله بأقوال مساعدي صدام وبوثائق عراقية وتبين له تطابُق الأقوال وانّ صدام حسين غضب على نزار الخزرجي القائد الميداني حينئذٍ الذي أمر بضرب الأكراد انتقامًا منهم على تأييدهم لإيران وكان من جواب صدام لنِكسُن أنه قال له إنه لو ضرب حلبجة بالكيمياوي ما كان ليخاف من إعلان ذلك لأنه يجب عليه أن يعمل كل شيء في سبيل تحرير أرضه، قال صدام ذلك من غير أن يبدو منه حزن على ما كان في حلبجة، وفقًا لما قال نِكسُن.، وأمّا نزار الخزرجي فقد أقرّ بأنّ حلبجة قد ضُربت بالكيمياوي ولكنه أنكر أن يكون العراق فعل ذلك.

### إعجابٌ بالأكراد وتَعجّبٌ منهم
قال جون نِكْسُن محقق وكالة المخابرات الأمريكية إنّ صدَّامًا حدّثه في جلسة تحقيق عن الكُرْد فقال فيهم «الأكراد، لا أدري ما الذي جعلني أُكبِرُهم؟ لعلّ ذلك لأنّهم قوم بسطاء، وأنا أحب القرويين البسطاء، وأتوافق معهم أحسن من غيرهم، لأنهم الأَصْرَحون، وكان الكُرْدُ قبل 1961م قومًا بسطاء، تُعْهَدُ إليهم الأمورُ، مهما كانت قيّمة، لأنهم ثقات، ثم بعد 1961م، بدأت العداوة في الشمال، وكان على الحكومة أن تتصدّى، كانوا قبل تلك السنة قومًا صادقين ولكن ساءت سمعتنا عندهم بعد حلبجة، وضاع تصديقهم وثقتهم بنا» قال صدام ذلك وهو حزين كأنّه لم يستطع أن يفهم ما الذي كَدَّرَهُم مِنْه؟.

### قمع تركمان العراق
كباقي أبناء الشعب العراقي تعرض المواطنون التركمان إلى مختلف صنوف القمع وأنواع الاضطهاد في عهد نظام البعث بقيادة صدام حسين وبلغ عدد المحكومين بالإعدام بالآلاف وعدد المفقودين قسرا 16576 شخصا. كما تم حرمانهم من أبسط حقوق المواطنة ومن حقوق الإنسان الأساسية، ومنها حق الانتماء القومي حيث أرغموا على التخلي عن انتمائهم القومي واستبداله بقوميات أخرى من أجل طمس الهوية التركمانية بأبشع أشكالها تم هدم القرى والقصبات في المناطق التي يسكنها التركمان وتهجير سكانها أو إرغامهم على الهجرة.
وقام النظام السابق بقيادة صدام حسين بقتل المئات من أبناء القومية التركمانية في العراق، وتهجير المئات منهم إلى خارج العراق. بالإضافة إلى جريمة (الصهر القومي) المتضمن تحويل الانتماء القومي للعراقيين من غير العرب (الكرد والآشوريين والتركمان والأرمن) إلى الانتماء القومي العربي وتعريبهم وإصدار تشريعات جائرة بتعريب أسماء المواليد الجدد.

### قضية الدجيل
في 8 يوليو / تموز 1982 قام الرئيس السابق صدام حسين وفي خضم حرب الخليج الأولى بزيارة بلدة الدجيل، وأثناء مرور موكبه بالبلدة تعرّض الموكب إلى إطلاقات نارية من قبل أعضاء في حزب الدعوة الإسلامية، وحصل تبادل إطلاق النيران بين أعضاء الحزب وحامية صدام، ووفقًا لتقرير صادر عن وكالة أسوشيتد برس للأنباء في عام 2003، فقد تم خلال نهب المكاتب الحكومية التي أعقبت انهيار النظام اكتشاف مرسوم رئاسي يأمر بإعدام عشرات الرجال من القرية في بغداد. وتم بعد ذلك إصدار قرار بتدمير وتجريف ما يقارب 1000 كم2 من الأراضي الزراعية والبساتين المثمرة على الطريق من قضاء بلد إلى الدجيل لمنع تكرار مثل هذه المحاولة.
حتى أواخر كانون الأول/ديسمبر من نفس العام، كان قد تم القبض على 393 من الرجال فوق سن 19 عامًا، و394 من النساء والأطفال من مدينتي الدجيل وبلد، حيث تم اعتقالهم في سجن أبو غريب قرب بغداد، وتعرض للتعذيب عدد غير معروف منهم، وجدير بالذكر أن 138 من المحتجزين البالغين الذكور وعشرة من الذكور القاصرين مثلوا للمحاكمة أمام المحكمة الثورية بعد أن اعترفوا بمشاركتهم في محاولة الاغتيال. وعلى مدى عدة أشهر لاحقة، تم نقل السجناء الباقين إلى مراكز الاعتقال في الصحراء إلى الغرب من بغداد، ولكن أكثر من 40 من المعتقلين لقوا حتفهم أثناء الاستجواب أو أثناء التعذيب في الاعتقال. وقال أحد سكان الدجيل الذي قدم شهادته في وقت لاحق أثناء محاكمة صدام في عام 2005، أنه شهد بنفسه التعذيب والقتل الذي مورس خلال انتقام الحكومة من منفذي محاولة الاغتيال الفاشلة، بما في ذلك قتل 7 من أصل 10 من إخوته. بعد عامين من الاعتقال تم نفي حوالي 400 معتقل، أغلبهم من أفراد عائلات الـ148 شخصًا الذين اعترفوا بالمشاركة في التخطيط أو التنفيذ لمحاولة الاغتيال، إلى منطقة نائية في جنوب العراق.

### الشهود
في أثناء محاكمة صدام حسين ونظامه على أحداث الدجيل ظهر أن هناك الكثير من الشهود على استعداد للإدلاء بشهادتهم.
أحد هؤلاء الشهود، وهي المدعوة أم طلال، ذكرت لصحيفة التايمز أنه تم اعتقال زوجها وستة من أبنائها، وبناتها الست، وزوجة ابنها وحفيدها بعد محاولة الاغتيال. وحسب قولها؛ فقد نقل الرجال إلى بغداد في سجن أبو غريب ولم يظهروا بعد ذلك. أما زوجة ابنها وحفيدها فقد توفيا تحت ظروف بشعة في سجن آخر.

### الانتقادات لسير المحاكمة
قامت منظمة هيومن رايتس ووتش بتوثيق الثغرات الإجرائية الأساسية في المحاكمة على أحداث الدجيل، ومن تلك الثغرات عدم استقلالية المحكمة عن التأثير السياسي، وعدم الكشف عن أدلة الإدانة للدفاع. والنتيجة التي توصل إليها تحليل هيومن رايتس ووتش للحكم الصادر في 22 نوفمبر/تشرين الثاني 2006، هي أن ثغرات المحاكمة تمتد إلى الحيثيات القانونية للحكم نفسه. وقال ريتشارد ديكر: «تقتطع المحكمة من حق المتهمين في تقديم دفاع قوي بالسماح للادعاء بالاستناد إلى اتهامات فضفاضة ورفض طلبات استدعاء شهود الدفاع». وتابع قائلًا: «ويتضمن هذا رفض سماع الشهادة من شهود الدفاع بالخارج بواسطة التصوير ببث الفيديو الحي».

### حرق آبار النفط الكويتية

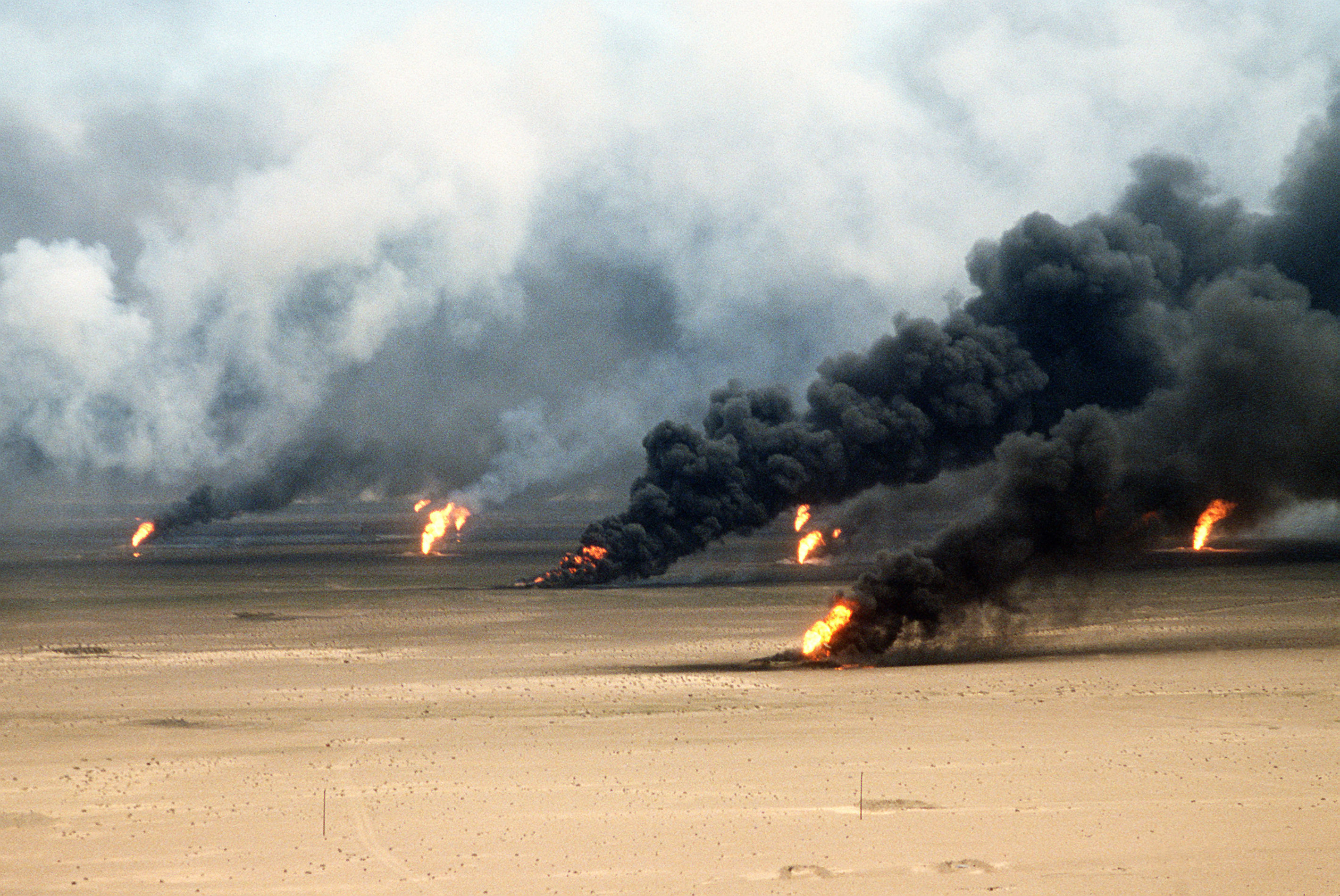
منظر من الجو لآبار نفط مشتعلة في الكويت أثناء احتلال قوات صدام حسين لدولة الكويت

تعرض العراق والكويت ودول الخليج العربي لأحد أسوأ الكوارث البيئية جراء ممارسات النظام العراقي في ذلك الوقت برئاسة صدام حسين. فقد كان لحرق أكثر من 727 بئر نفطي كويتي الأثر المدمر لجميع عناصر البيئة. ولم يقتصر تأثير حرائق الآبار النفطية على الكويت فقط، حيث وصل آثار الدخان المرئي إلى اليونان غربًا والصين شرقًا، بل حتى وصلت آثار السحابة الدخانية إلى الولايات المتحدة الأمريكية وإن كانت بتركيزات منخفضة. فمرصد «هون لاوا» في هاواي رصد معدلات سخام أعلى بخمس مرات عن معدلات الثلاث سنوات السابقة. ونتيجة لقيام الجيش العراقي بضخ النفط في مياه الخليج العربي - بدءًا من الأسبوع الثالث من شهر كانون الثاني/يناير لعام 1991 - تكوّنت أكثر من 128 بقعة نفطية مسببةً أكبر حادث انسكاب نفطي. وتعرضت البيئة الصحراوية للتلوث نتيجة لعدة عوامل أهمها تشكل البحيرات النفطية الناتجة من تدمير الآبار. كما كان لقيام الجيش العراقي بحفر الخنادق الدفاعية وزرع الألغام الأرضية أثر كبير في تفكك التربة.

## غزو العراق
في عام 1998م أقر الكونغرس الأمريكي بشن هجوم عسكري على العراق لكونه يملك أسلحه الدمار الشامل ولكونه يشكل خطرًا على المنطقة. وبعد تولي الرئيس السابق جورج بوش الرئاسة فقد بدأ عندها عهد جديد تحولت فيه السياسة الأمريكية من المساعدة المادية والدعم اللوجستي للقوى المعارضة العراقية إلى التدخل العسكري المباشر متحالفة مع بريطانيا. ولكن أحداث 11 سبتمبر كانت قد دشنت عهدًا جديدًا في أمريكا وأصرت الإدارة الأمريكية على إسقاط نظام صدام وفي 20 آذار/مارس عام 2003م تحركت القوات الأمريكية البريطانية في سعيها نحو ما تم تسميته بحرية العراق 9 نيسان/أبريل عام 2003م.

### ما بعد سقوط بغداد

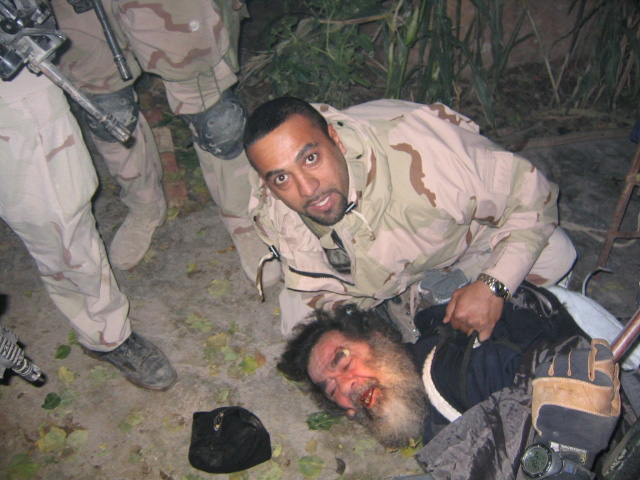
صورة للجندي العراقي الأمريكي «سمير» أثناء عملية الفجر الأحمر وتُظهر الصورة إلقاء القبض على الرئيس صدام حسين في تكريت.

بعد سقوط نظام صدام حسين على يد القوات الأمريكية ظلت أخبار صدام مجهولة في الأسابيع الأولى بعد سقوط النظام وانتهاء العمليات الرئيسية للحرب. وتم التبليغ عن عدة مشاهدات لصدام بعد الحرب ولكن أيا منها لم يكن مثبتًا. وظهرت سلسلة من التسجيلات الصوتية المنسوبة له تم نشرها في أوقات مختلفة ولكن مصداقية هذه التسجيلات لا تزال محط تساؤل.
تم وضعه على قمة لائحة المطلوبين وتم اعتقال العديد من أفراد نظامه السابق ولكن الجهود الحثيثة للعثور عليه بائت بالفشل. قتل أبناؤه عدي وقصي في 23 تموز/يوليو 2003م أثناء اشتباك عنيف مع القوات الأمريكية في الموصل. قام الحاكم المدني في العراق بول بريمر بالإعلان رسميًا عن القبض عليه. وتم القبض عليه بحسب ما ذكرت السلطات الأمريكية بحدود الساعة الثامنة والنصف مساء بتوقيت بغداد بتاريخ 6 كانون الأول/ديسمبر عام 2003م في مزرعة قرب تكريت العملية المسماة بالفجر الأحمر بعد أن أبلغ عنه أحد أقربائه [بحاجة لمصدر] حيث كان مختبئًا في إحدى المناطق النائية. ونفى الطبيب الخاص أن يكون لصدام حسين أي شبيه لسبب مهم هو أن صدام لا يثق بأحد وبالتالي لا يثق حتى بأن يكون له شبيه. حيث يقول علاء بشير حسب معلوماتي لم يكن له أي شبيه على الإطلاق ولم أرى له أي شبيه ولو كان هناك أي شبيه لصدام لكنت بالتأكيد عرفت ذلك. ليس له شبيه لسبب بسيط جدًا وهو أن صدام لا يثق بأي إنسان على الإطلاق.

### السجن
قال ممرض عسكري أمريكي إن صدام حسين كان يسقي الزرع في حديقة سجنه ويشرب القهوة وهو يدخن السيجار للإبقاء على ضغط دمه منخفضًا. وأشار إلى لمحات نادرة في السنوات الأخيرة في حياة صدام حسين. وكان الممرض يعنى بالرئيس العراقي السابق الذي دعوه فيكتور خلال عامي 2004 م و2005 م في معسكر قرب بغداد. وقال
وقال إن صدام كان محتجزًا في زنزانة مساحتها 1.8 متر في 2.4 مترًا بها سرير ومنضدة وكرسيان من البلاستيك وحوضان للاغتسال. وقال كان صدام يحتفظ بفتات الخبز من طعامه وعندما يخرج من زنزانته كان يطعم الطيور كما كان يسقي الأعشاب في حديقة السجن. وأضاف قائلا «قال إنه كان مزارعًا في طفولته وهو لم ينس أبدا أصله.» وأردف قائلًا إنه لم يسبب لي أي متاعب ونادرًا ما كان يشكو.
وكان صدام يتحدث عن اعتياده قراءة قصص قبل النوم لأطفاله الصغار وكيف كان يقدم الدواء لابنته عندما كانت تعاني ألمًا في المعدة ولم يكن صدام يتحدث عن الموت ولم يندم على نظامه قائلًا إن ما فعله من أجل العراق وقال إن صدام سأله ذات يوم لماذا قامت القوات الأمريكية بغزو العراق بينما كانت القوانين عادلة ولم يعثر المفتشون الدوليون على شيء وذكر الممرض العسكري البالغ من العمر 56 عامًا إنه كان يفحص صدام مرتين يوميًا وقال لم أكن أمثل تهديدًا في الواقع كنت هناك لأساعده وقد احترم ذلك وعندما كان على الممرض المغادرة لأن شقيقه كان يحتضر ضمه صدام قائلًا إنه سيكون شقيقه.

### المحاكمة
لقد حوكم صدام وبعض أعوانه بتهمة الإبادة الجماعية في قضية الدجيل ودافع عن صدام كل من نجيب النعيمي وزير عدل دولة قطر السابق ورمزي كلارك وزير عدل الولايات المتحدة السابق والمحامي العراقي خليل الدليمي والمحامية اللبنانية بشرى الخليل والمحامي الأردني عصام الغزاوي. وتم تغيير القضاة ثلاث مرات ولم يعترف صدام بداية بالمحكمة وطعن في شرعيتها وقال إن النتائج معلومة والمراد جلي، ولكن لاحقًا بدأ بالدفاع عن نفسه والتعاون التام مع المحكمة. وفي يوم الأحد الخامس من تشرين الثاني/نوفمبر لعام 2006م حكم على صدام حضوريًا في قضية الدجيل بالإعدام شنقًا حتى الموت بتهمة ارتكابه جرائم ضد الإنسانية. وتمت محاكمة صدام حسين وعدد آخر من اعوانه في قضية أخرى هي تخطيط وتنفيذ حملة الأنفال التي راح ضحيتها الآلاف من الأكراد. وكانت محكمة عراقية حكمت على صدام البالغ من العمر 69 عاما بالإعدام شنقا في 5 تشرين الثاني/نوفمبر الماضي لدوره في قضية الدجيل التي لقي فيها 148 حتفهم من أهالي منطقة الدجيل الشيعية في عقد الثمانينيات وبجرائم ضد الإنسانية.
وأقرت المحكمة أيضًا حكما بالإعدام على برزان التكريتي الأخ غير الشقيق لصدام حسين. وقد صدر الحكم على صدام حسين بالشنق رغم ما كان قد أبداه خلال جلسات المحاكمة من رغبته في أن يتم إعدامه رميا بالرصاص في حال صدور حكم بإعدامه. وكان الحكم قد نال استحسان الولايات المتحدة والاتحاد الأوروبي وإن تحفظ الأخير على عقوبة الإعدام باعتباره لا يقرها كعقوبة. وقالت محكمة التمييز العراقية أن الحكم بإعدام صدام ينبغي أن ينفذ خلال الأيام الثلاثين المقبلة بينما قالت الرئاسة العراقية إن تنفيذ حكم الإعدام لا يستلزم موافقتها. وكان محاموا صدام قد تقدموا بالاستئناف خلال الثلاثين يومًا التي اعقبت صدور حكم الإعدام في الخامس من نوفمبر/ تشرين الثاني وفق ما ينص عليه القانون العراقي. ويتعلق الحكم بأحداث وقعت في بلدة الدجيل عام 1982م، واتهم فيها صدام حسين وعدد من اعوانه بالتسبب في مقتل 148 من سكان تلك البلدة الشيعية عقب تعرض الرئيس السابق لمحاولة اغتيال فيها.

### تنفيذ الإعدام

تنفيذ حكم الإعدام على صدام حسين.

نفذ حكم الإعدام فجر يوم السبت الموافق 30 كانون الأول/ديسمبر 2006م في بغداد الموافق العاشر من ذي الحجة الموافق لأول أيام عيد الأضحى، ولقد تمت عملية الإعدام في مقر الشعبة الخامسة في منطقة الكاظمية.

### الدفن والتأبين والضريح
دفن صدام بمسقط رأسه بالعوجة في محافظة صلاح الدين في مدينة تكريت حيث سلمت القوات الأمريكية جثمانه لعشيرتهِ في المحافظة، ودفن فيما يعرف حاليًا بضريح صدام حسين، وأقام أهله وأقاربه عليه مجالس العزاء بما فيهم ابنته رغد صدام حسين التي قامت بتأبينه في الأردن حيث تسكن.

## إرث صدام

مطار بغداد حين كان اسمُه مطار صدّام

لم يترك صدام إرثًا مسجلًا باسمه، ما عدا شقة واحدة ذات غرفتين، ورثها من أُمّهِ في بلدته العُوجَة، وفي شهر تشرين الثاني سنة 2003 نشر مجلس الحكم العراقي قائمة الأشخاص الذين قرر مجلس الحكم حجز أموالهم، وعدد 216 شخصًا من أقارب صدام ومساعديه، وقد أعلنَ أحد محاميي صدام أنه ليس لصدام أملاك في العراق ولا في في غيره، وكان هذا التصريح سنة 2009م تعليقًا على عزم حكومة العراق أن تصادر أملاك صدام وأقاربه، ثم في عام 2018 أعلنت حكومة العراق عن مصادرة أملاك 4257 شخصًا، وهم صدام وعائلته من ذوي الدرجة الأولى والثانية، مع وكلائهم، وقيل في البيان إنه «أنجزت القوائم الخاصة بأسماء المشمولين بالقانون (72) لسنة 2017، والذي تضمن حجز ومصادرة الأموال المنقولة وغير المنقولة لأركان النظام السابق»، وذُكِرَ فيه: «مصادرة الأموال المنقولة وغير المنقولة من رئيس النظام السابق صدام حسين المجيد وأولاده وأحفاده وأقربائه حتى الدرجة الثانية ووكلائهم ممن أجروا نقل ملكية الأموال المشار إليها في هذا القانون وبموجب وكالاتهم، وتسجل عائدية المصادرات لوزارة المالية». وفي 3 أيار عام 2020، توعّدتْ رغد صدام حسين بالمساءلة القانونية على كل من استحوذ على أملاك عائلتها، وقالت «سنقاضي كل من استحوذ على ممتلكات العائلة الشخصية...».

### بقاء الاسم
في حكم صدام حسين، سُمّيتْ مواقع وأشياء كثيرة على اسمه، وبعد انقضاء عدة سنوات على زوال حكمه، ما زالت بعض المواقع والأشياء تُسمّى باسمه، وقد انقسم العراقيون 3 فئات، واحدة لا تُسمّي الأشياء التي كانت باسم صدام إلا بأسماء جديدة، كمدينة صدام التي أصبح اسمها مدينة الصدر، وفئة ثانية غادرت العراق ولا تعرف أو لا تعترف إلا بالأسماء التي كانوا يستعلمونها قبل هجرتهم، وفئة ثالثة لا تزال في العراق تُسمّي تسميات صدام باسمه ليس إلا لأنهم قد اعتادوا على ذلك سنين طويلة وأكثرهم من كبار السنّ، غيرَ أنه لا تزال أشياء متفق على نسبتها إلى صدام، كأرقام السيارات القديمة التي تُسمى الأرقام الصدامية، فالرقم الصدّامي هو رقم السيارة الصادر في زمان صدام.

## معلومات
1. ↑  عشيرة البيجات تنتمي إلى قبيلة ألبو ناصر والتي تعود بجذورها إلى قبيلة الرفاعي الصيادي، الأشراف نسبًا إلى الحسين بن علي بن أبي طالب رُغم وجود قول بأن عشيرة البيجات تنتمي إلى قبيلة المراشدة والتي ترجع هي بدورها إلى قبيلة طيء على حسب قول غازي النفاش الشمري والقول الموضح لهذا الإشكال هو أن عشيرة البو ناصر دخلوا حلف مع فخذ زوبع من قبيلة شمر إبّان ثورة العشرين ضد الإنكليز في العراق لهذا قد حدث لبس في نسب عشيرة البيجات

## وصلات الخارجية
- صدام حسين على موقع IMDb (الإنجليزية)
- صدام حسين على موقع الموسوعة البريطانية (الإنجليزية)
- صدام حسين على موقع مونزينجر (الألمانية)
- صدام حسين على موقع إن إن دي بي (الإنجليزية)
- صدام حسين على موقع قاعدة بيانات الفيلم (الإنجليزية)
- من هو صدام؟ مختصر السيرة السياسية لصدام حسين.

من قناة الجزيرة
- محاكمة صدام حسين لقاء مع بختيار أمين.

من قناة العربية
- معلومات جديدة عن حياة صدام حسين في سجنه قبل الإعدام صحافي أمريكي: صدام رفض العيش بالسعودية.

مقاطع فيديو
- قصة كتابة القرآن بدم صدام حسين على يوتيوب مقابلة مع الشيخ عبد الرزاق السعدي.
- تقرير عن حياة صدام حسين على يوتيوب من قناة الجزيرة.
- النطق بحكم إعدام صدام حسين على يوتيوب نقلًا من قناة الجزيرة.
- مقطع تنفيذ حكم الإعدام على صدام حسين على يوتيوب، من تصوير أحد الحضور.
- الشيخ الزغبي يتحدث عن إعدام صدام حسين على يوتيوب نقلًا من قناة الخليجية.
- بالصور: المكان الذي اعتقل فيه صدام من إعداد بي بي سي.

| سبقه أحمد حسن البكر | رئيس الجمهورية العراقية 1979 - 2003 | تبعه سلطة الائتلاف المؤقتة |